# 남동인더스파크

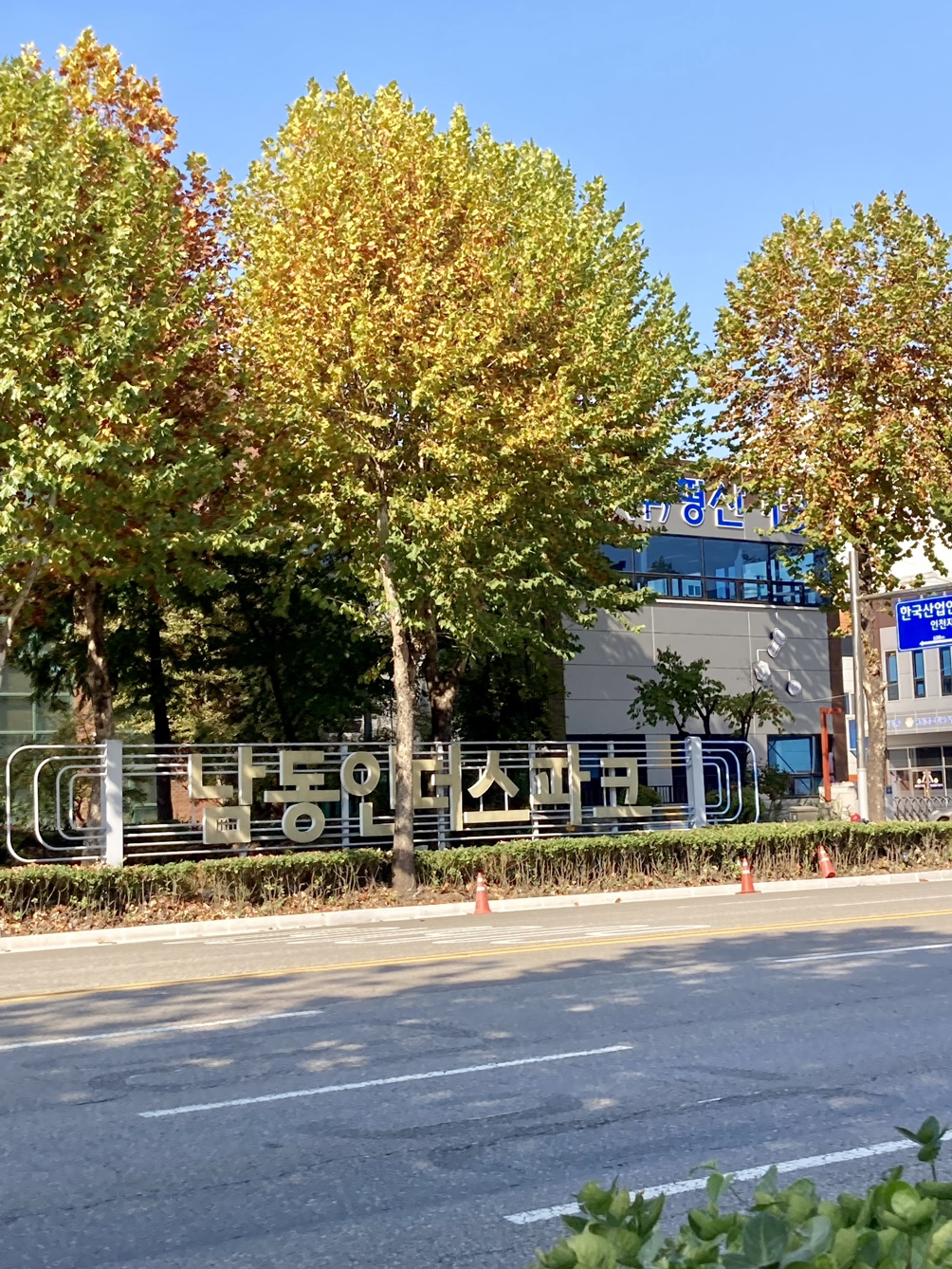
남동인더스파크 간판

남동인더스파크는 인천광역시 남동구에 위치한 국가산업단지다. 과거의 명칭은 남동공단으로 불리었고, 현재는 남동산단, 남동국가산업단지로 명칭이 확정되었다.

## 개요
1980년 09월 지정되어 1985년부터 1997년 조성이 되었다. 인천 남동구 남촌동, 논현동, 고잔동에 걸쳐 산업단지가 조성되어 있다. 수도권 과밀 방지를 위한 중소기업 이전용지를 공급하고, 수도권 산업 재배치에 기여하였다.
또한 해외에 있는 기업이 국내로 이전하는데 기여한 과정이 있고 분사된 기업들이 배치된 경우도 있다.
인근 역사으로는 남동인더스파크역, 호구포역이 있다.
남동인더스파크로 표기되는 도로구간과 지명은 있으나 현재 인천시내 도로명에는 남동산단으로 짧게 명칭을 표기한 도로표지판들이 존재한다.

## 현황
2024년 1분기 기준, 8,001개 사가 입주해 있고 년간 누계생산 7,923,340백만원, 누계수출액은 986,440천달러이다. 인천광역시의 GDP를 책임지는 산업 단지로 볼 수 있다.
2024년에는 도로정비와 산업단지에 대한 이미지를 개선하고자 남동인더스파크 도로를 포장하는 과정에 있다.

### 업종별 배치 계획 및 현황
2020년 01월 말자 자료에 따르면, 기계, 자재 및 물류창고, 생산업, 가공업, 정밀 순으로 입주가 많이 되었다.
| 구 분 | 구 분              | 업체수 | 면적(기존)   | 한국표준산업분류   |
| 합 계 | 합 계              | 7,259  | 5,922,305.40 |                    |
| 산업  | 소 계              | 7,249  | 5,875,351.50 |                    |
| 시설  | 음 식 료           | 183    | 102,407.70   | 10～12             |
| 용도  | 섬유의복           | 152    | 66,431.60    | 13～15             |
|       | 목재종이           | 298    | 368,826.90   | 16～18             |
|       | 석유화학           | 806    | 834,421.30   | 19～22             |
|       | 비금속 및 1차금속  | 206    | 402,240.10   | 23～24             |
|       | 기 계              | 3,552  | 2,126,967.30 | 25, 29             |
|       | 기 타              | 2,052  | 1,974,056.60 | 26～28, 30～34, 68 |
| 특정  | 소 계              | 10     | 46,953.90    |                    |
| 용도  | 폐기물처리시설용도 | 4      | 25,518.80    | 37～38             |
|       | 물류시설용도       | 5      | 18,423.10    | 49, 52             |
|       | 전력시설용도       | 1      | 3,012.00     | 351                |

인천광역시 남동공단의 입주사가 많은 만큼 인더스파크역, 안산시화공단과 같이 외국인 근로자를 위한 시설도 많은 편이다.
남동구의 논현동, 남촌동(북부), 고잔동, 구월동(북부) 등 인접한 행정구역이 함께 모여 있고, 함박뫼로, 호구포로, 앵고개로, 남동대로 등 인천시의 대부분의 대로들이 남동공단, 남동인더스파크에 닿는다. 산업과 주거가 분리되어있지만 교통권으로 긴밀하게 연결되었음을 알려준다.

## 인근 역사
- 호구포역
- 원인재역
- 남동인더스파크역

## 사진

### 도로 및 시설물

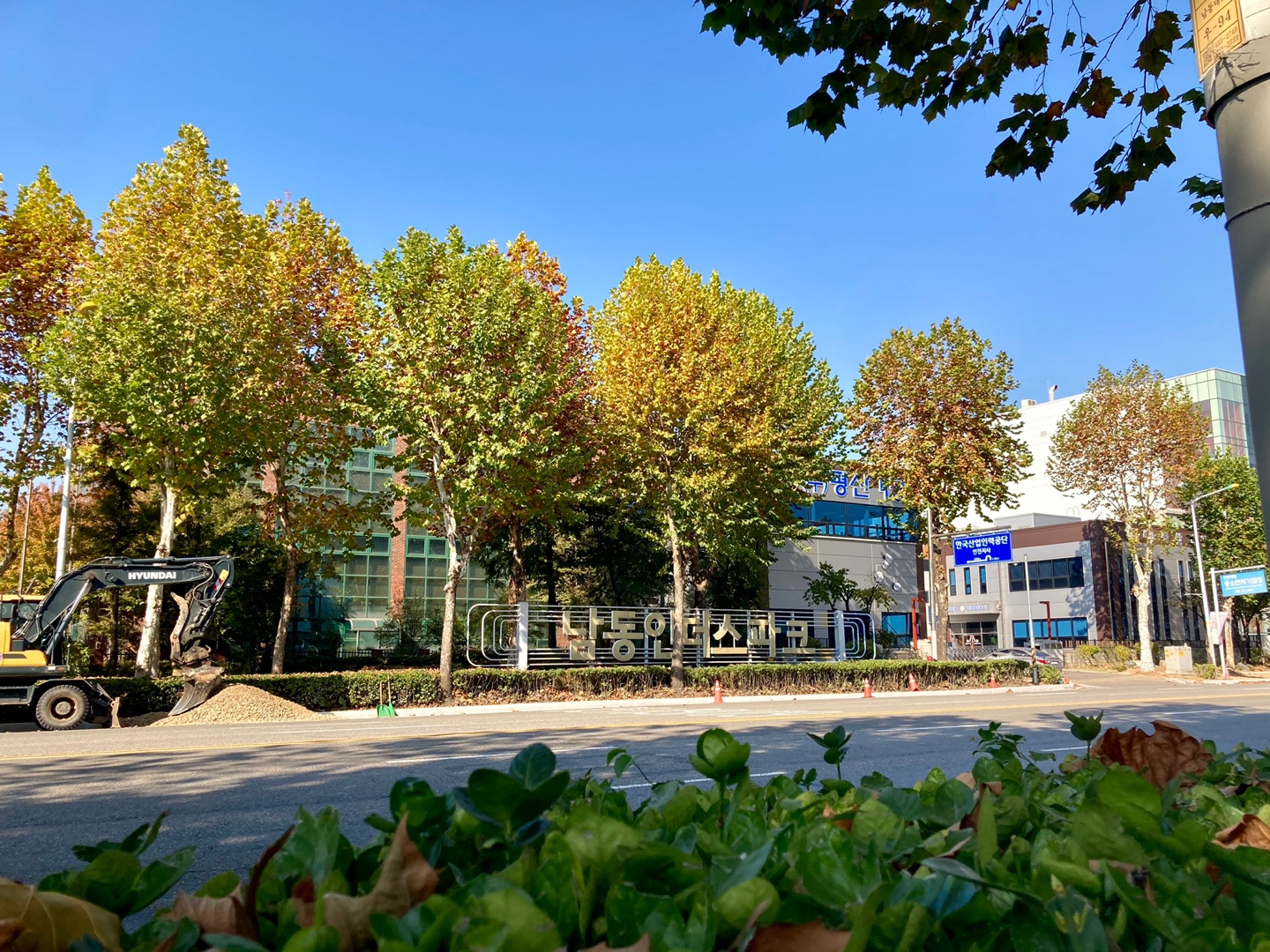
남동대로
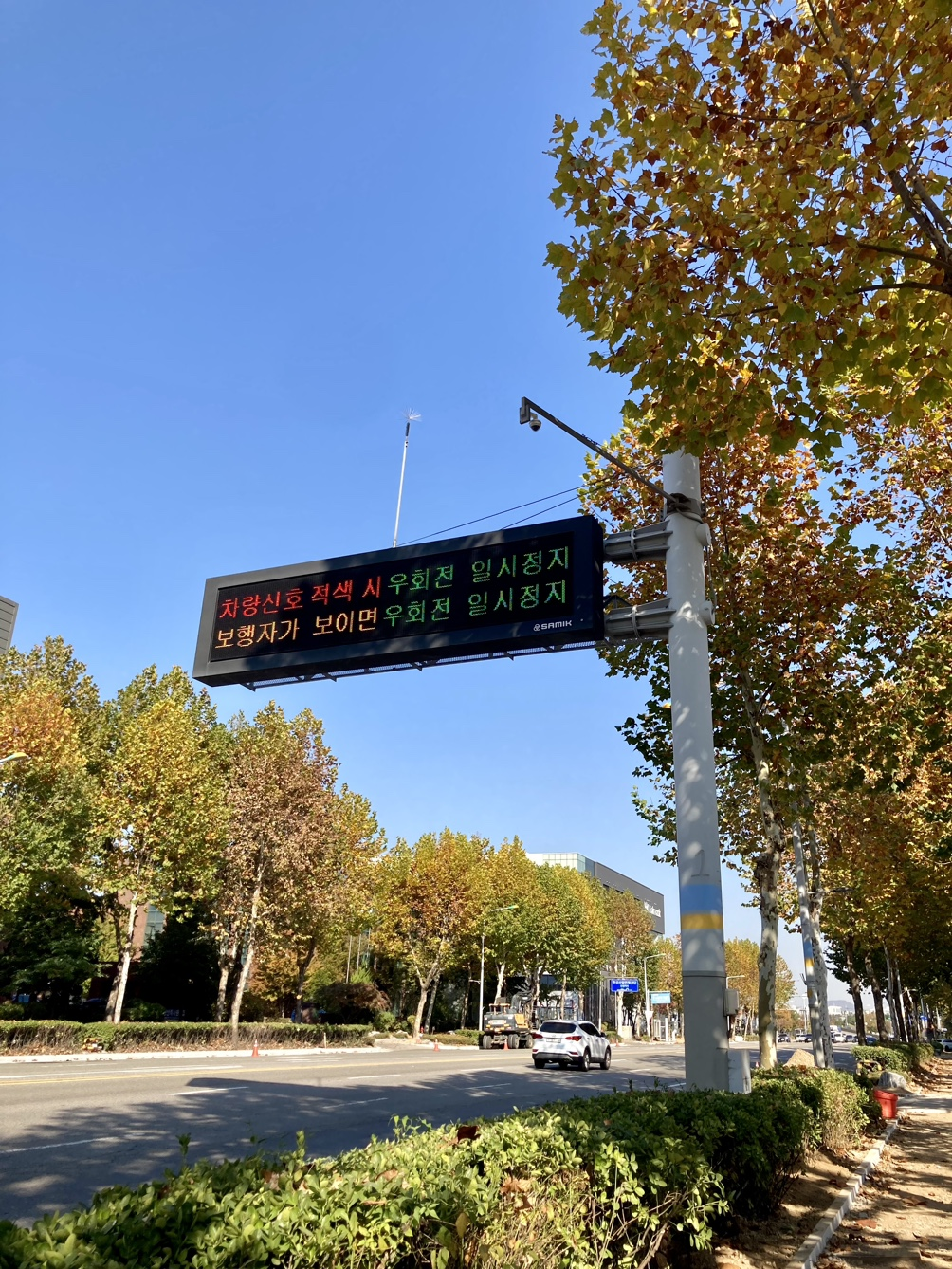
교통상황(전광판)
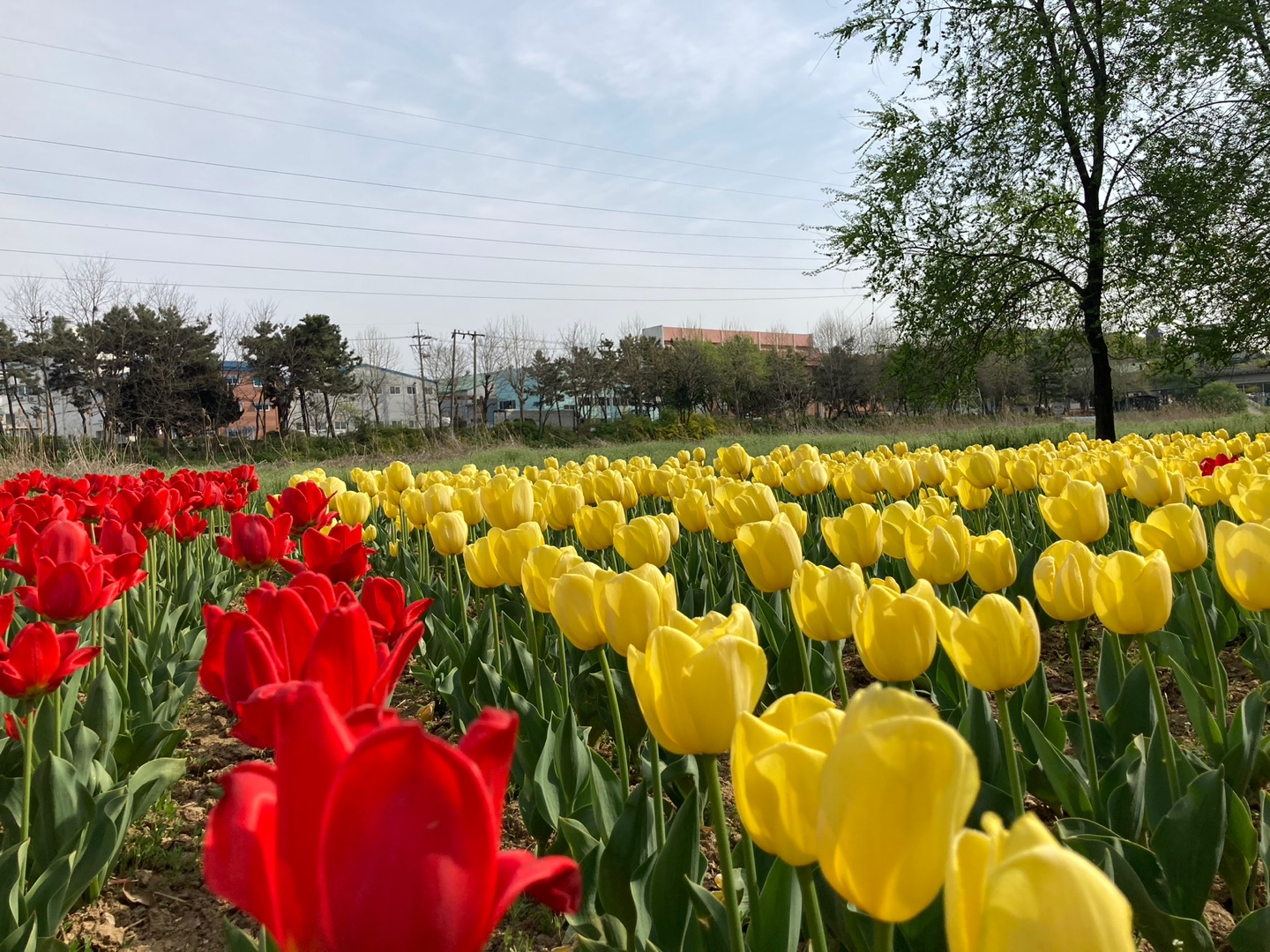
원인재역 인근의 승기천
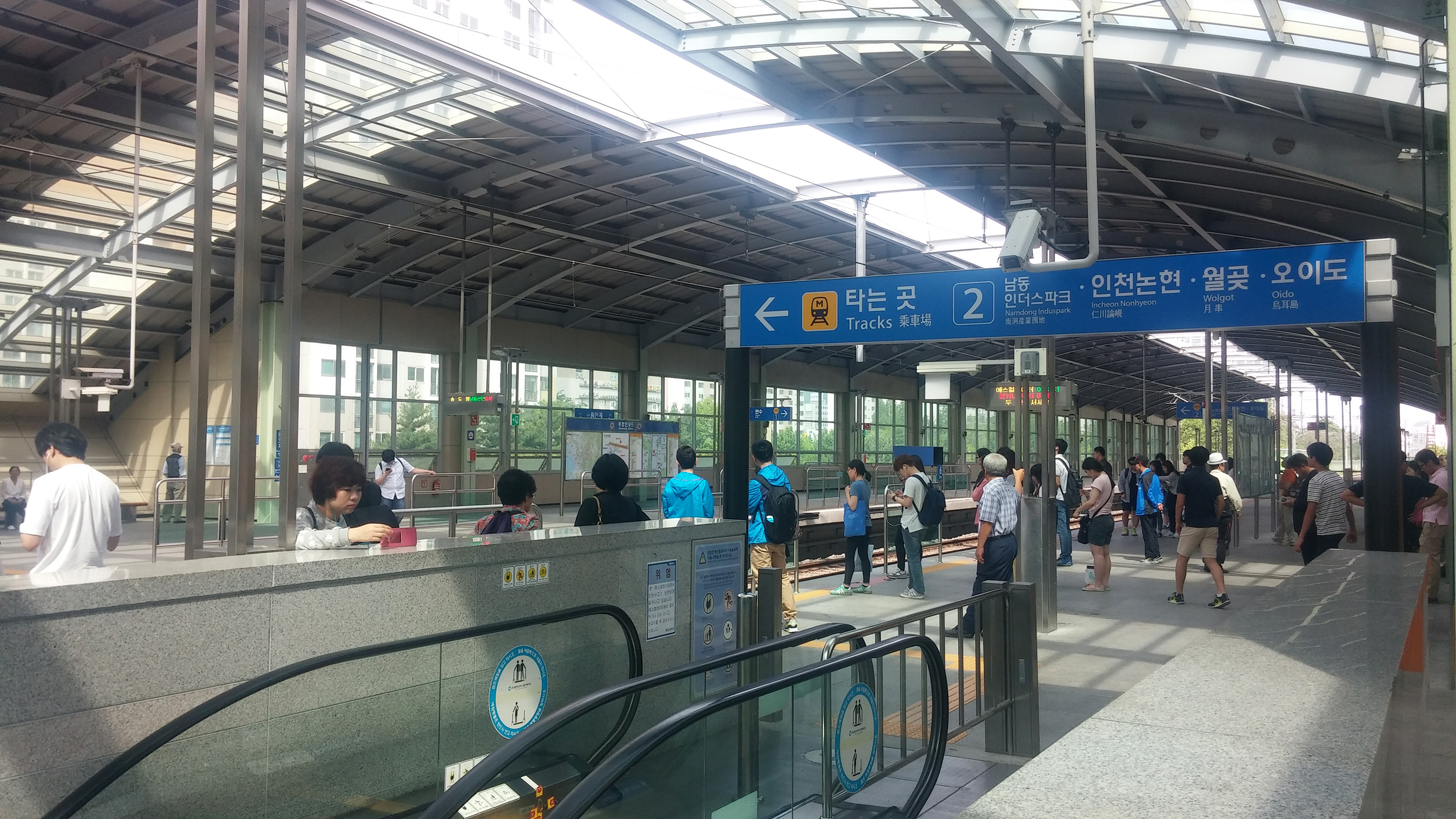
원인재역
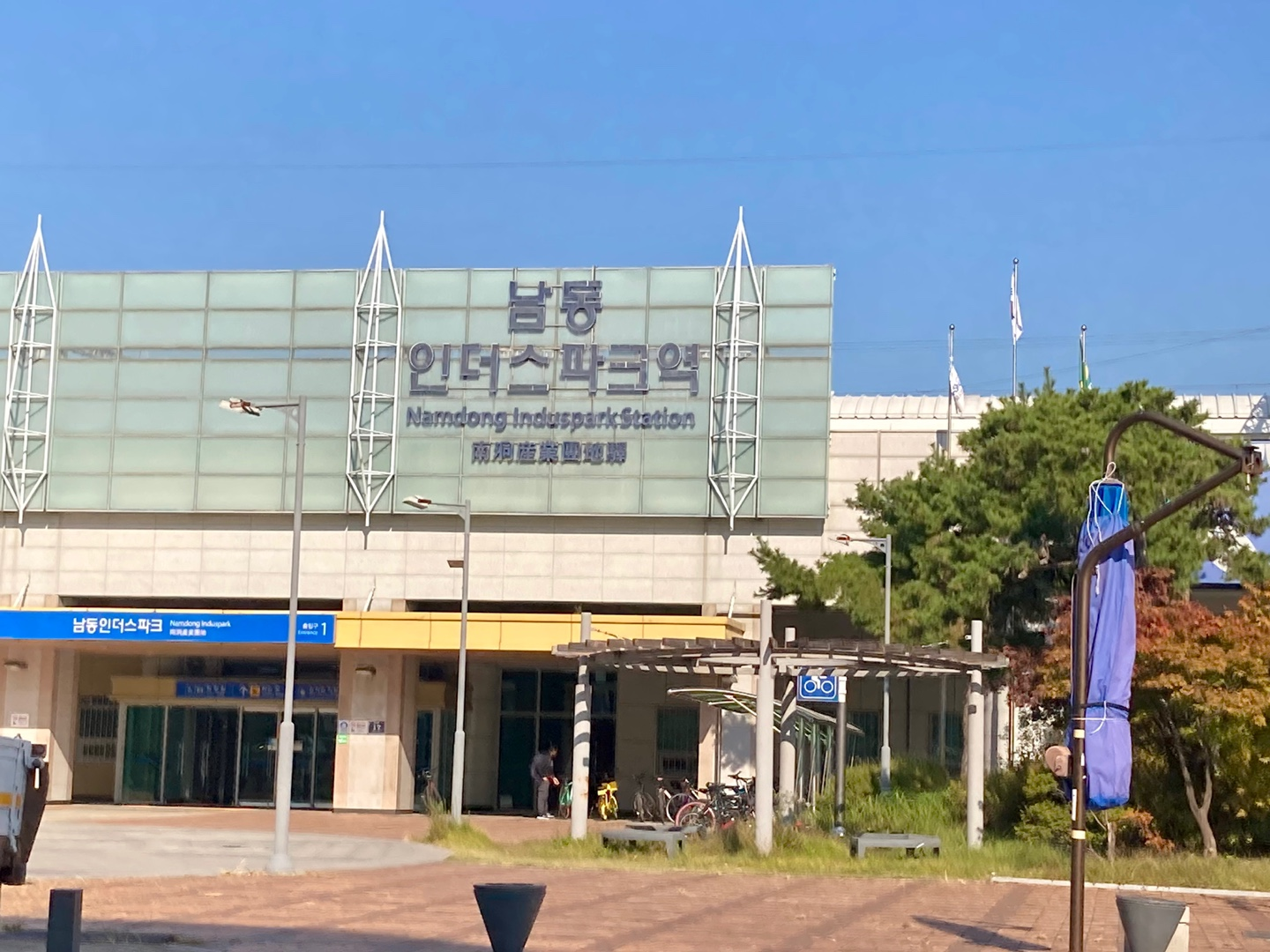
남동인더스파크역
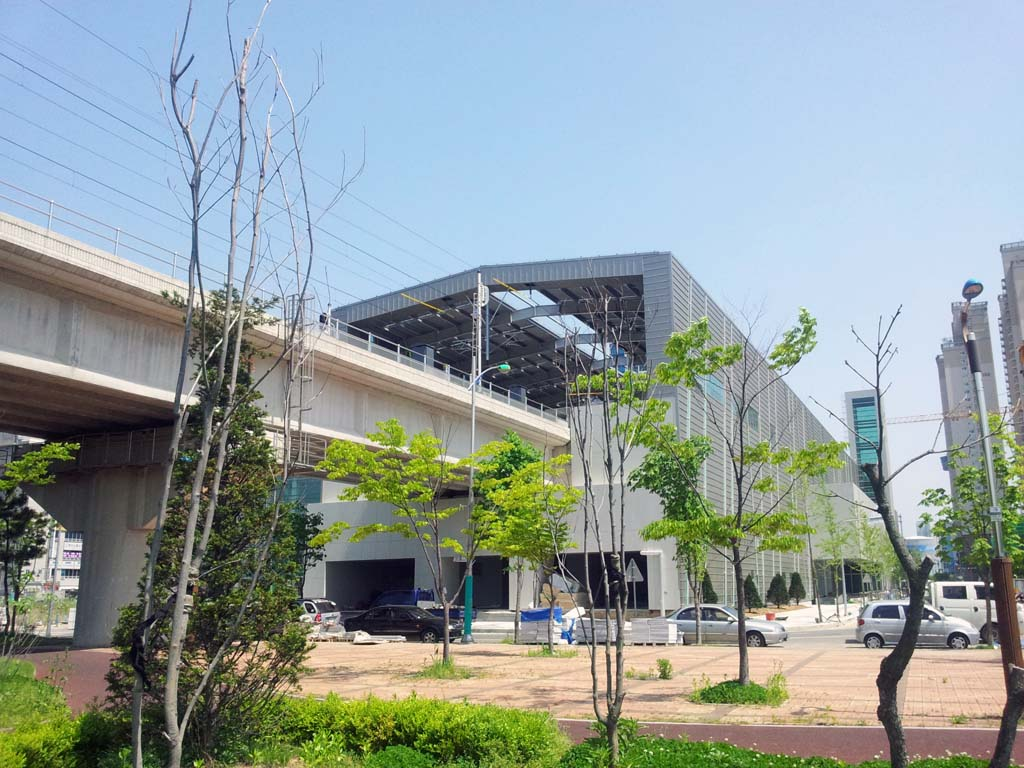
수인선 호구포역

### 주요건물 및 단지/입주기업

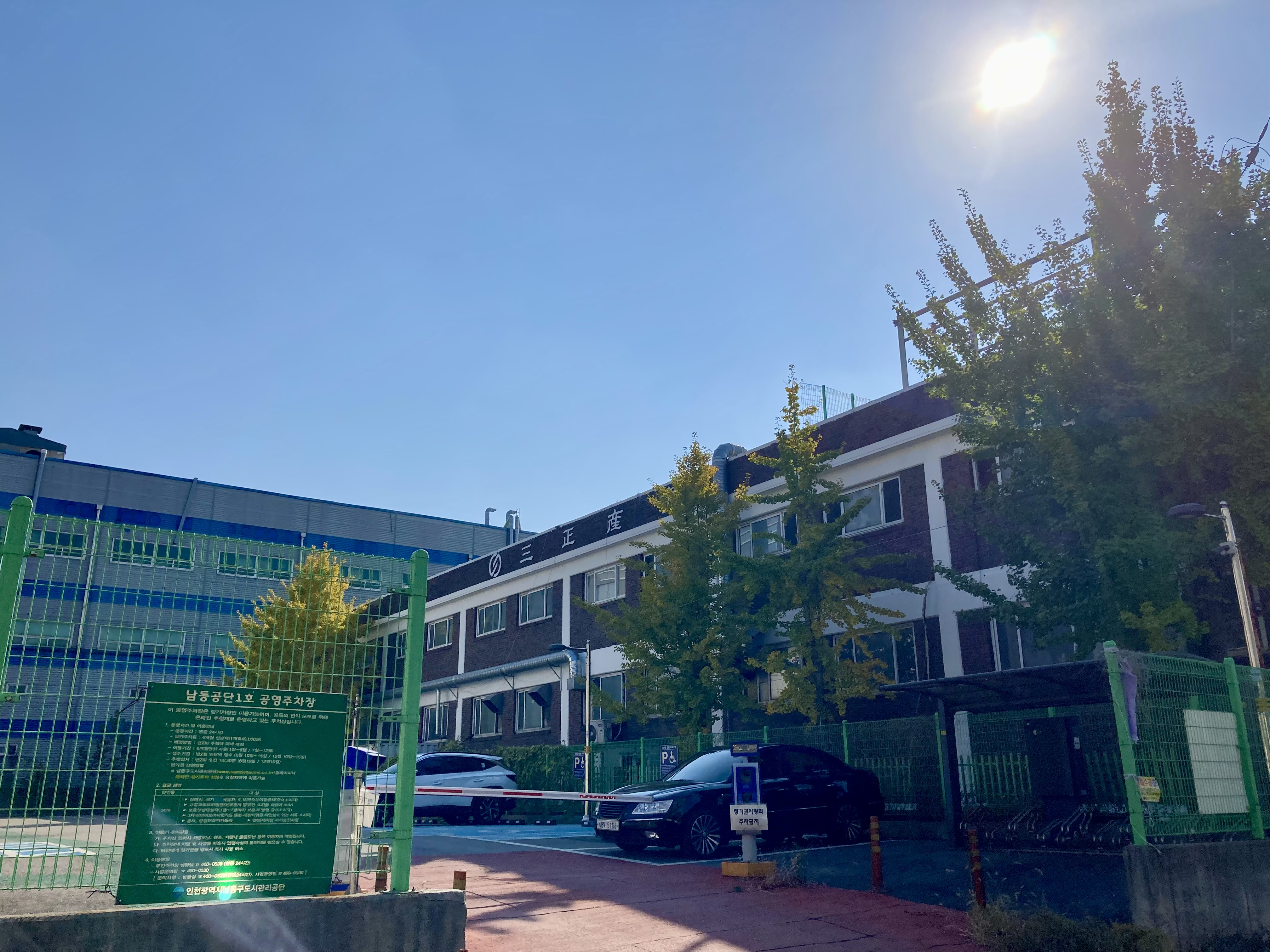
남동공단1호공영주차장
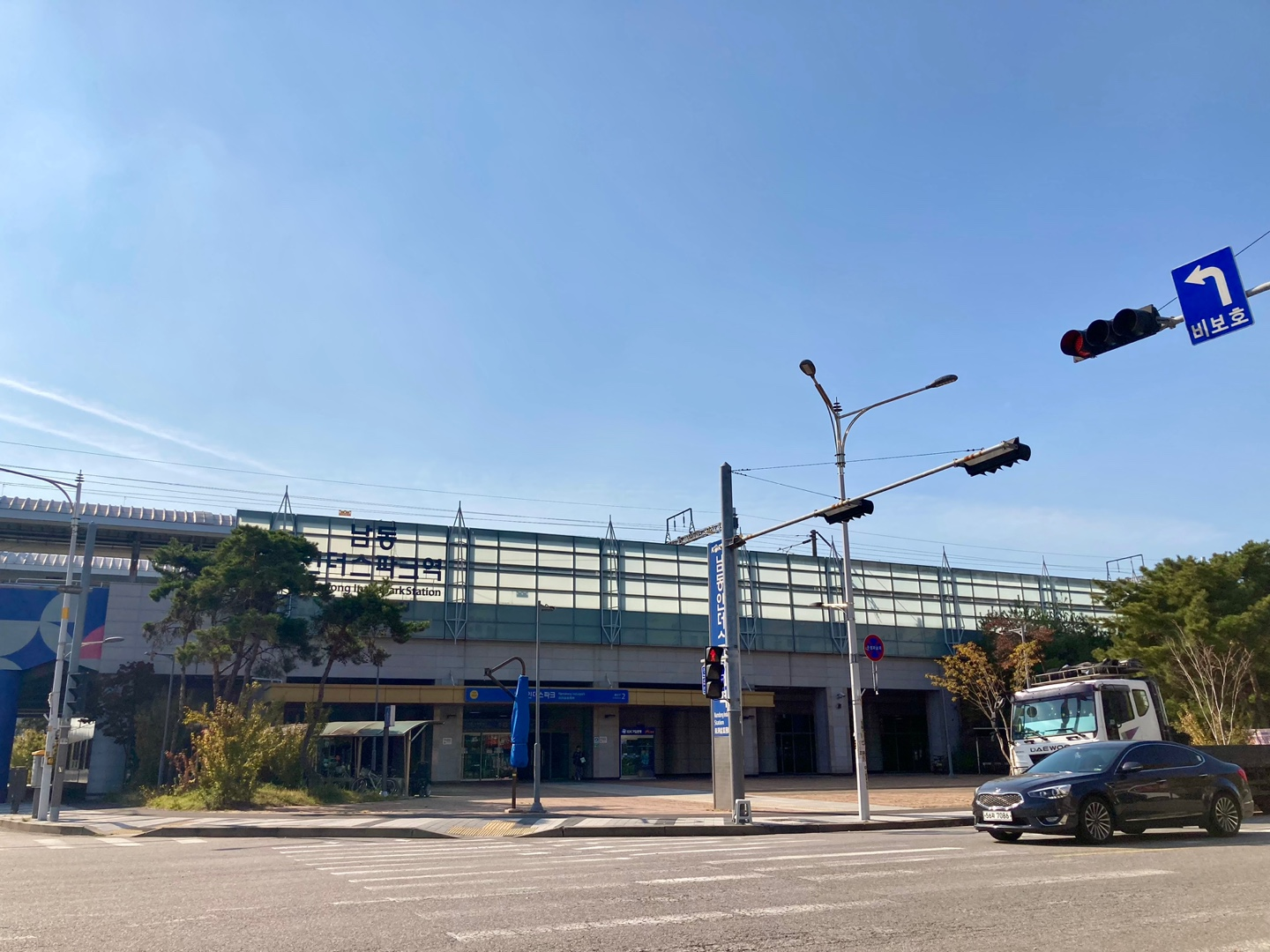
남동인더스파크역
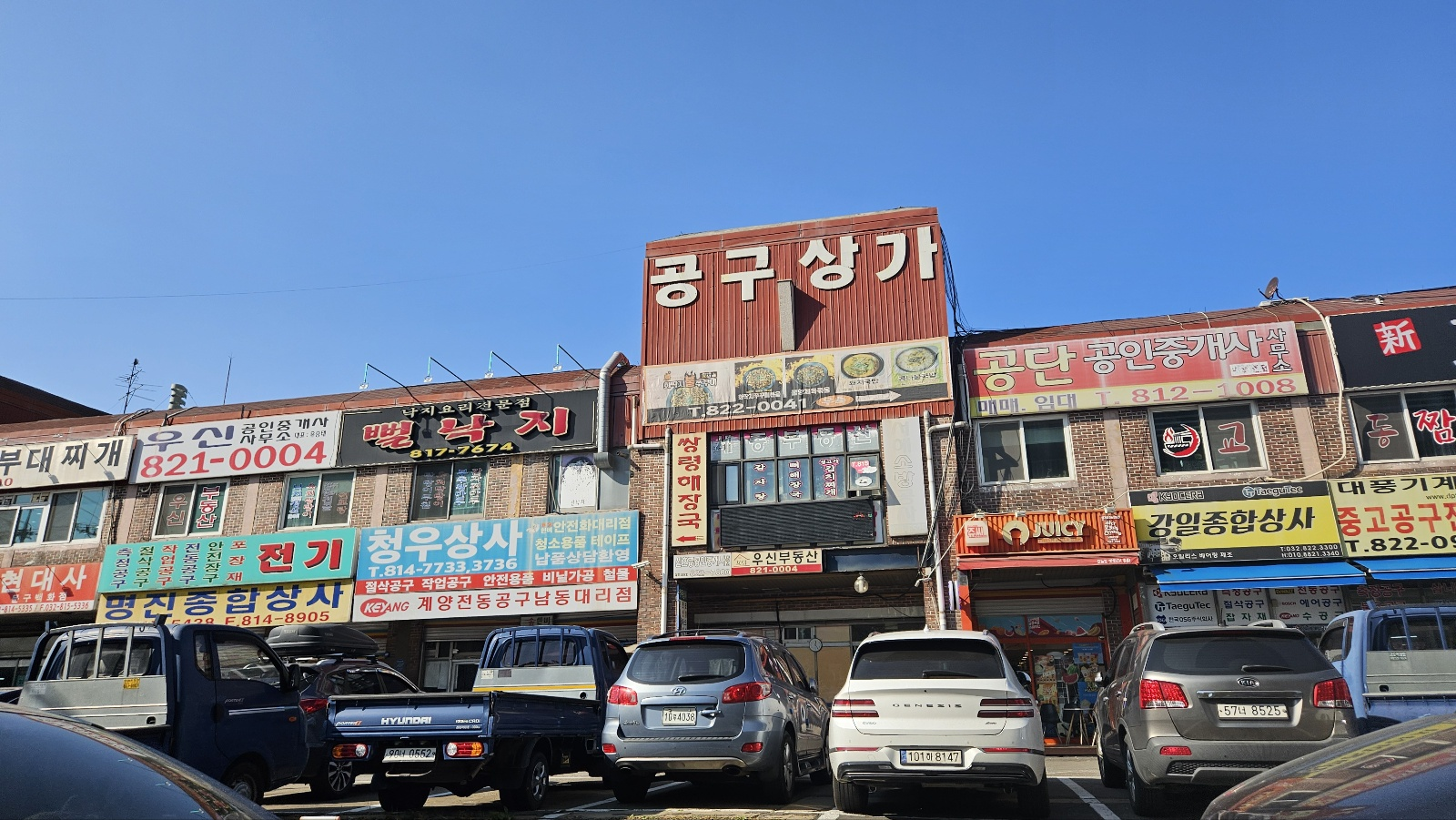
공구상가1단지
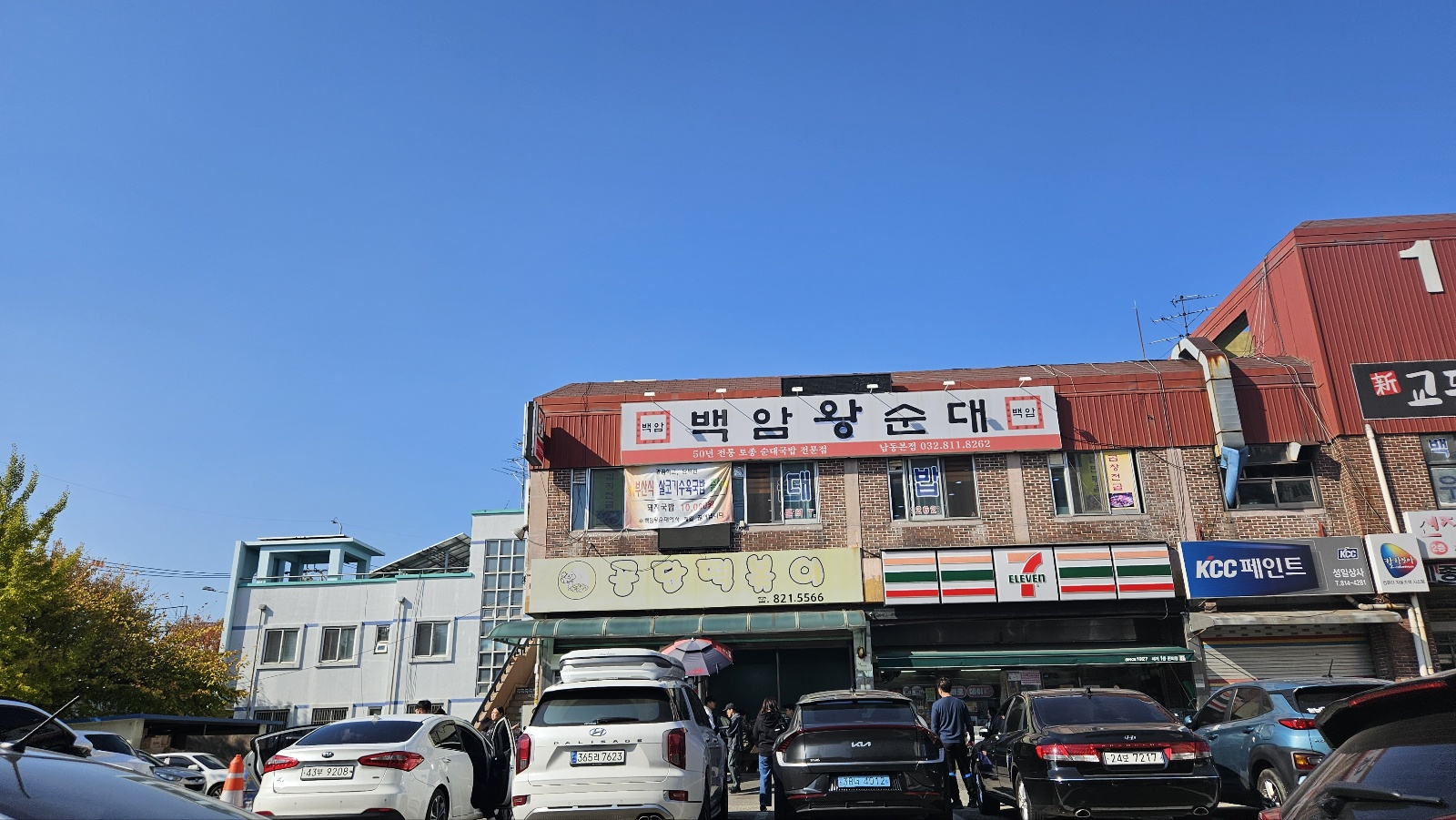
공구상가1단지
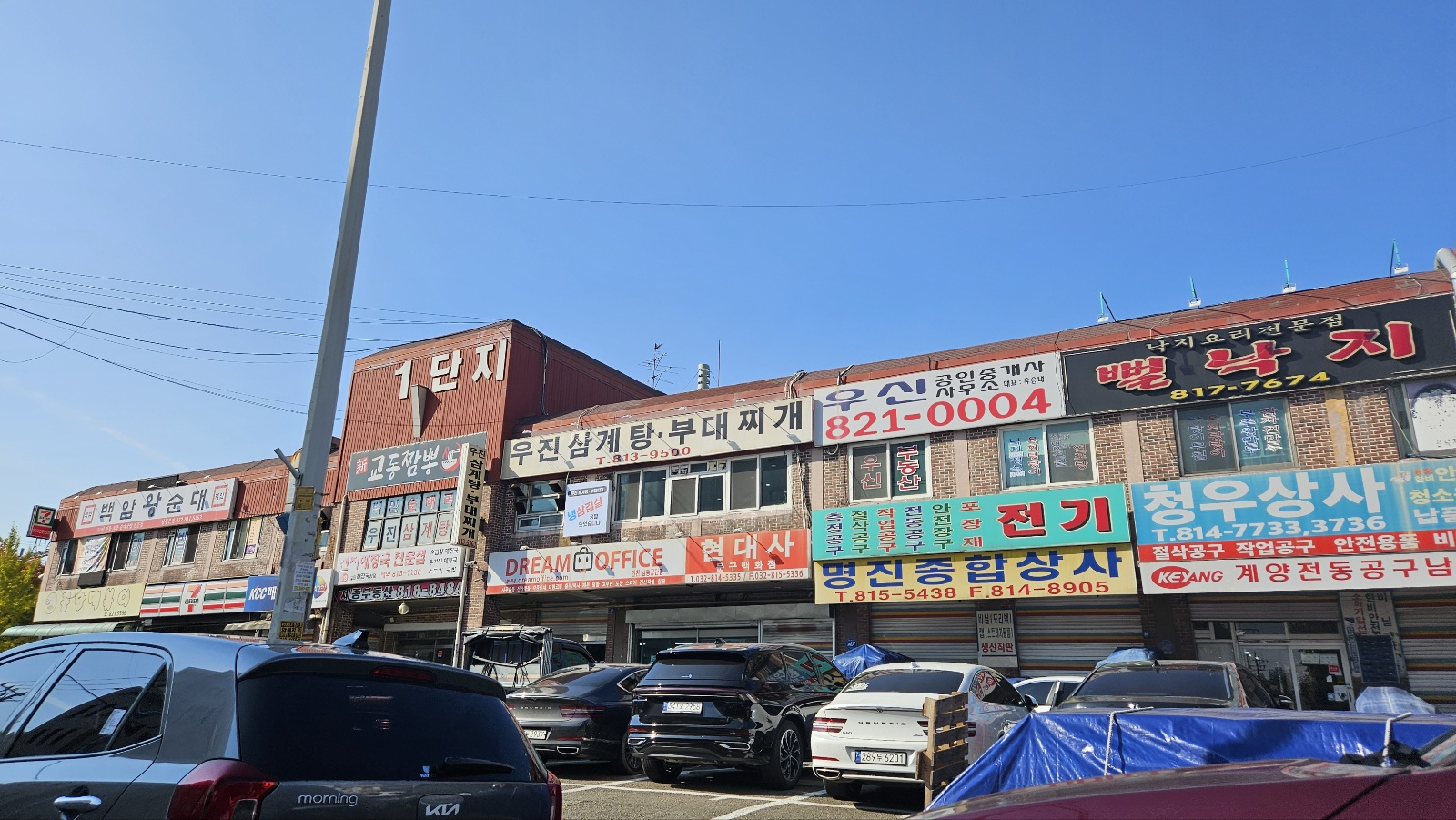
공구상가1단지
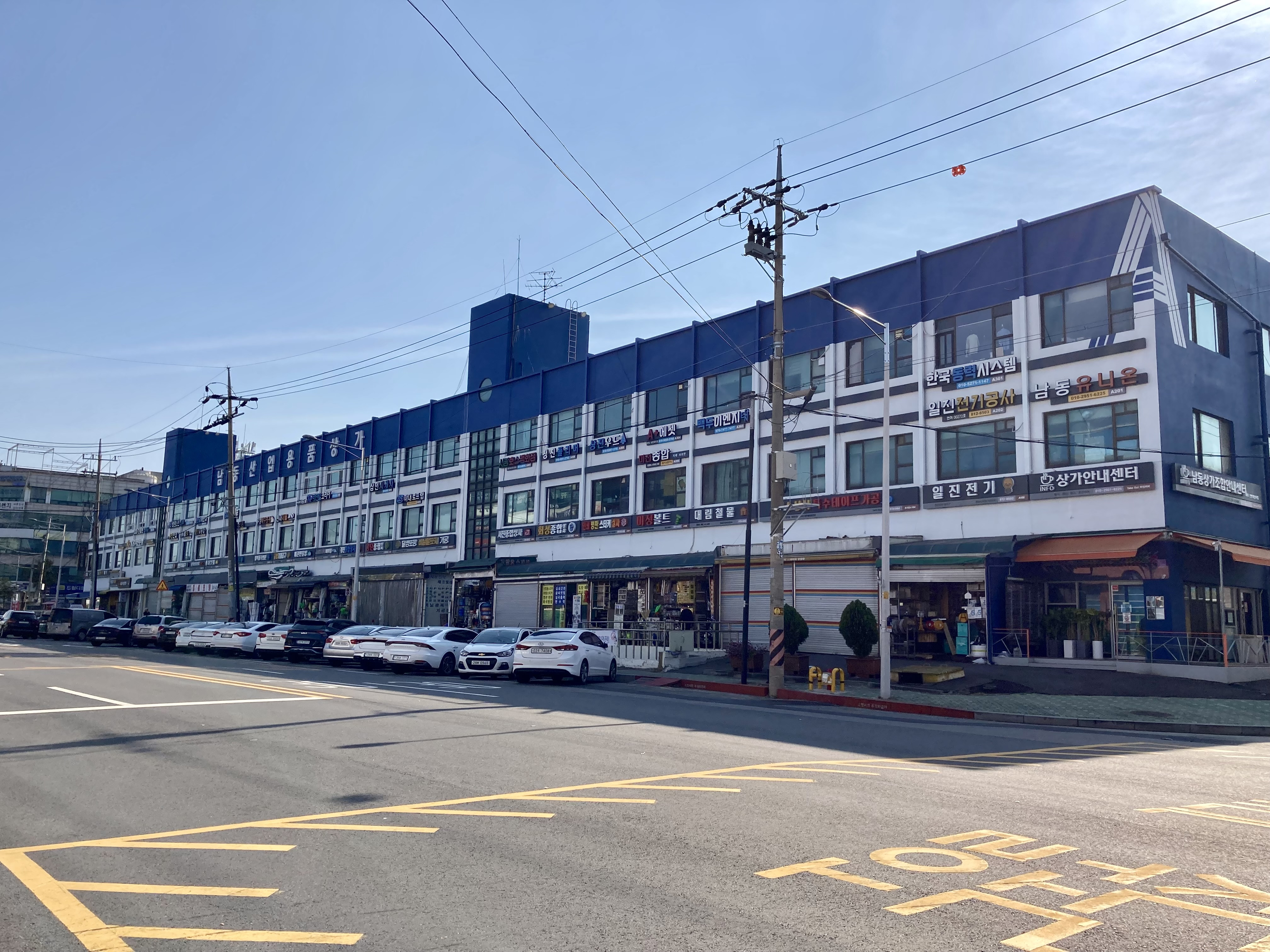
산업용품상가단지
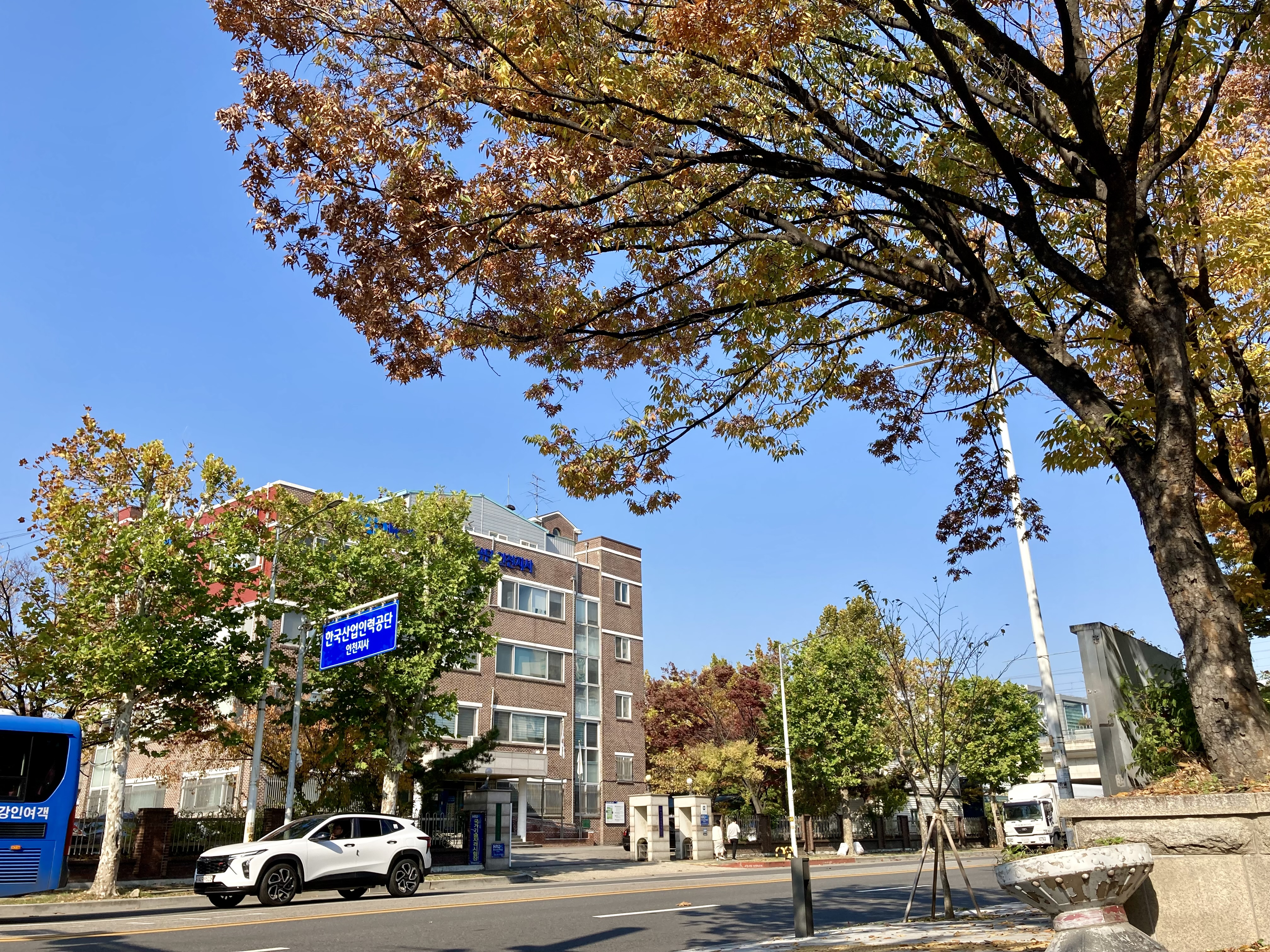
한국산업인력공단 인천지사
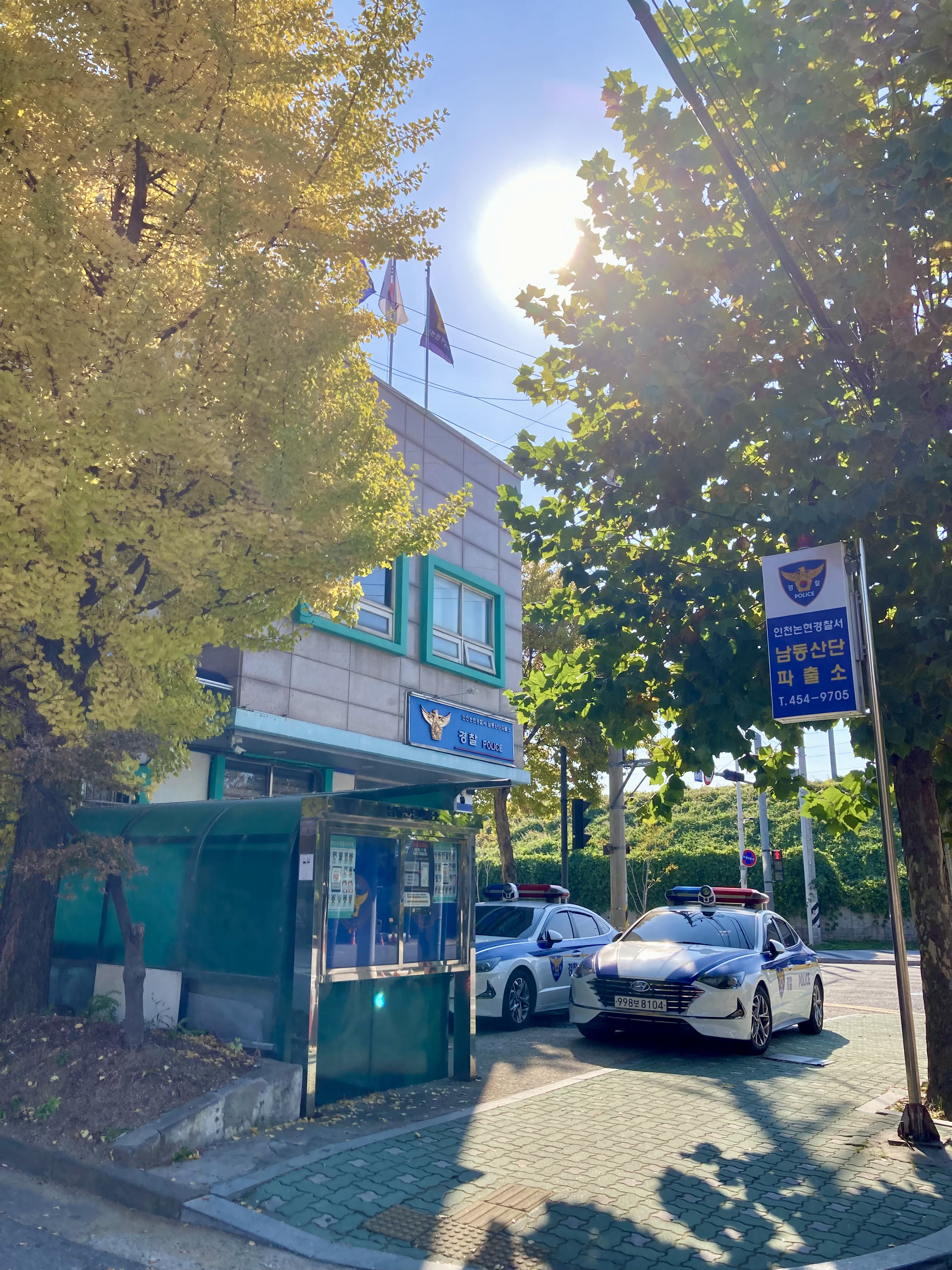
남동산단파출소
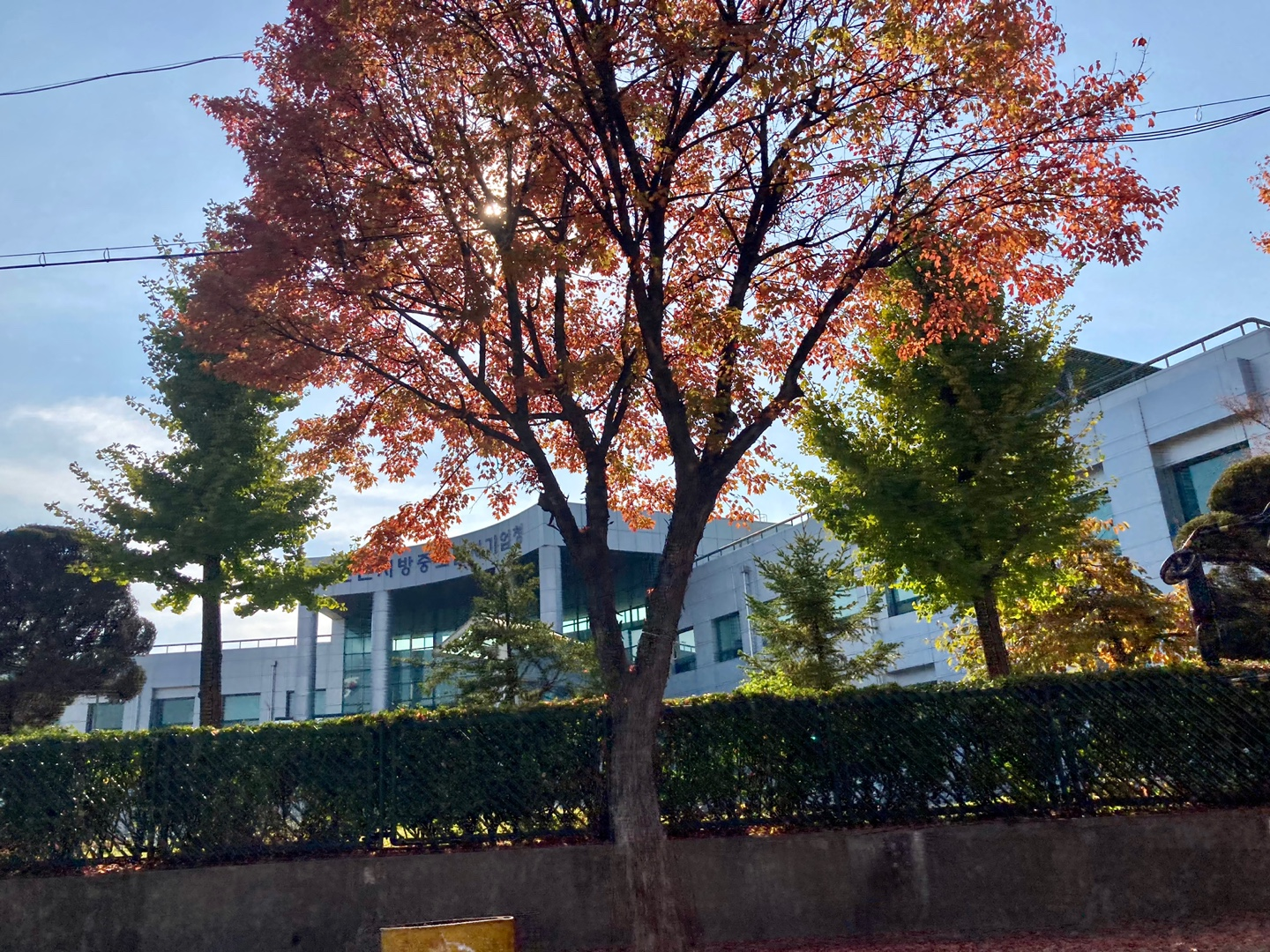
인천지방중소벤처기업청
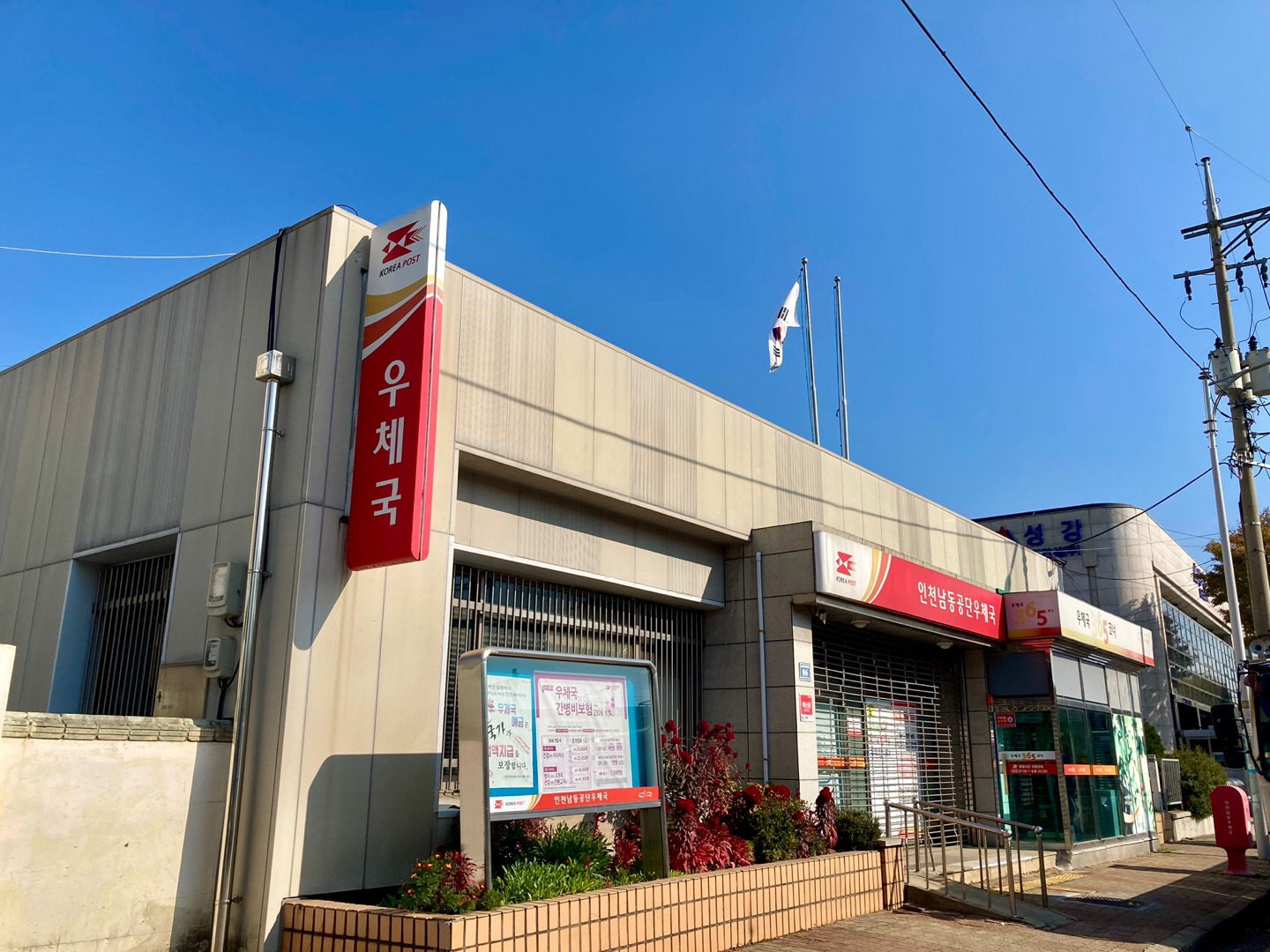
남동공단우체국
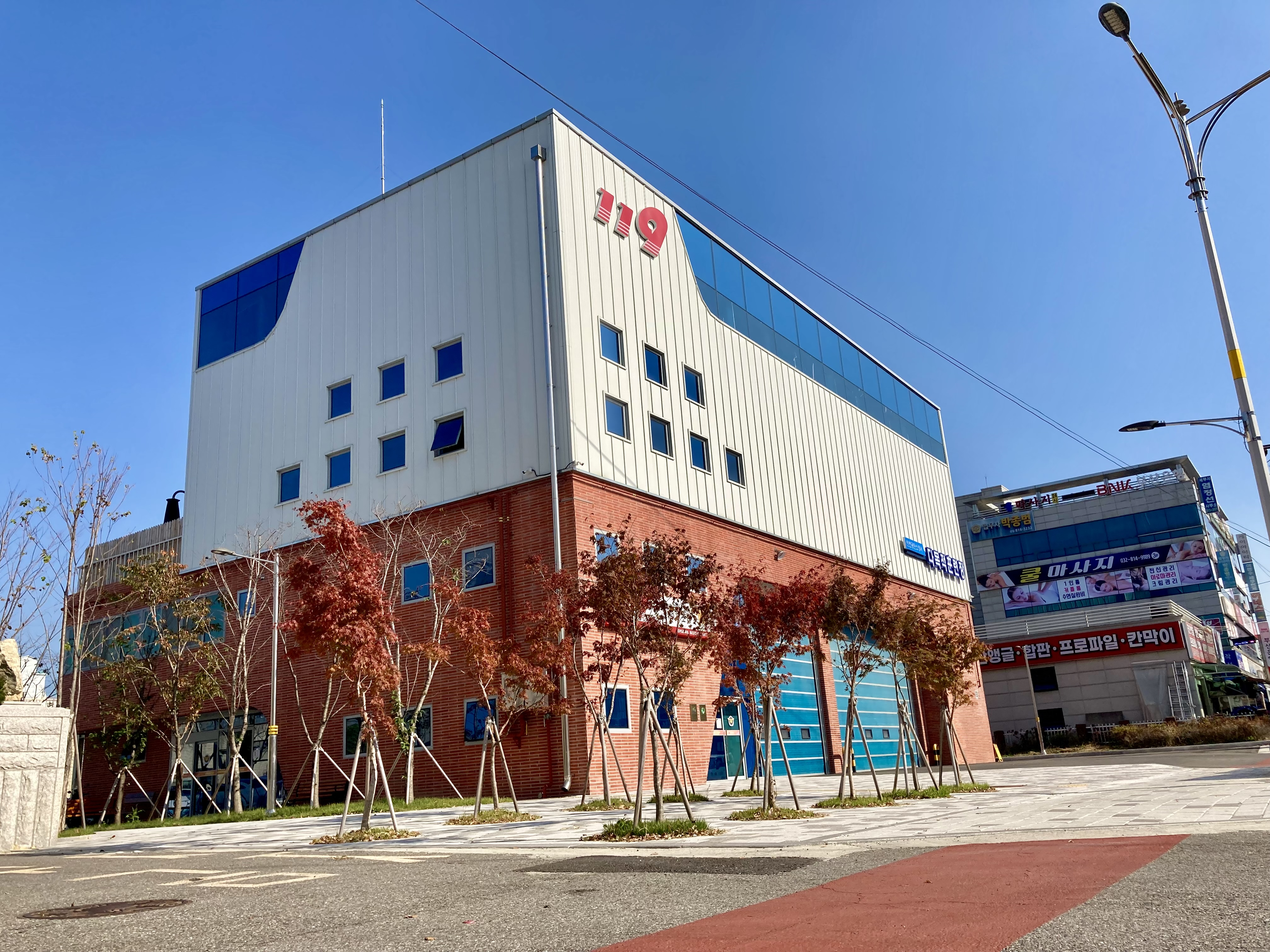
인천공단소방서
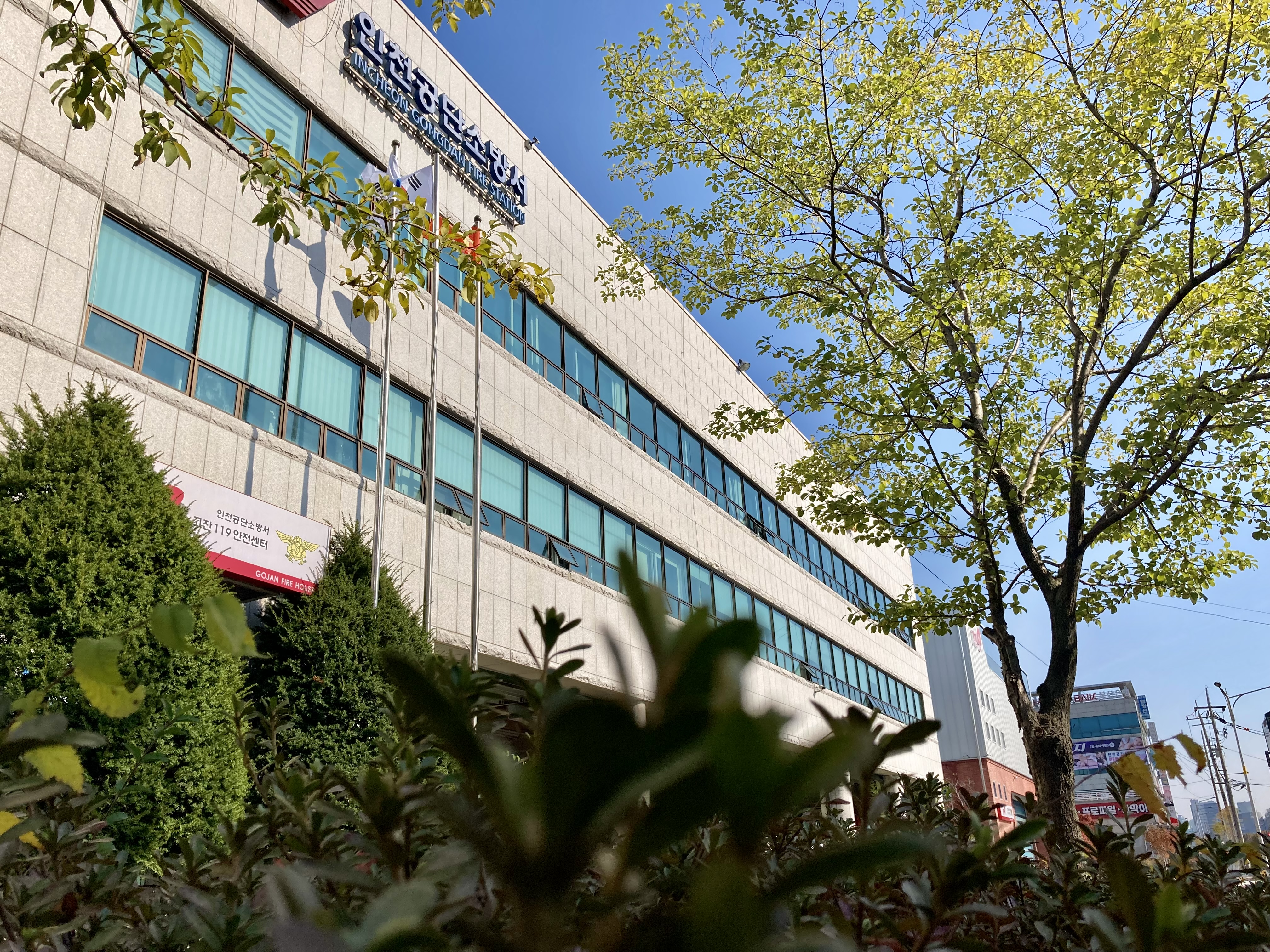
인천공단소방서 가을
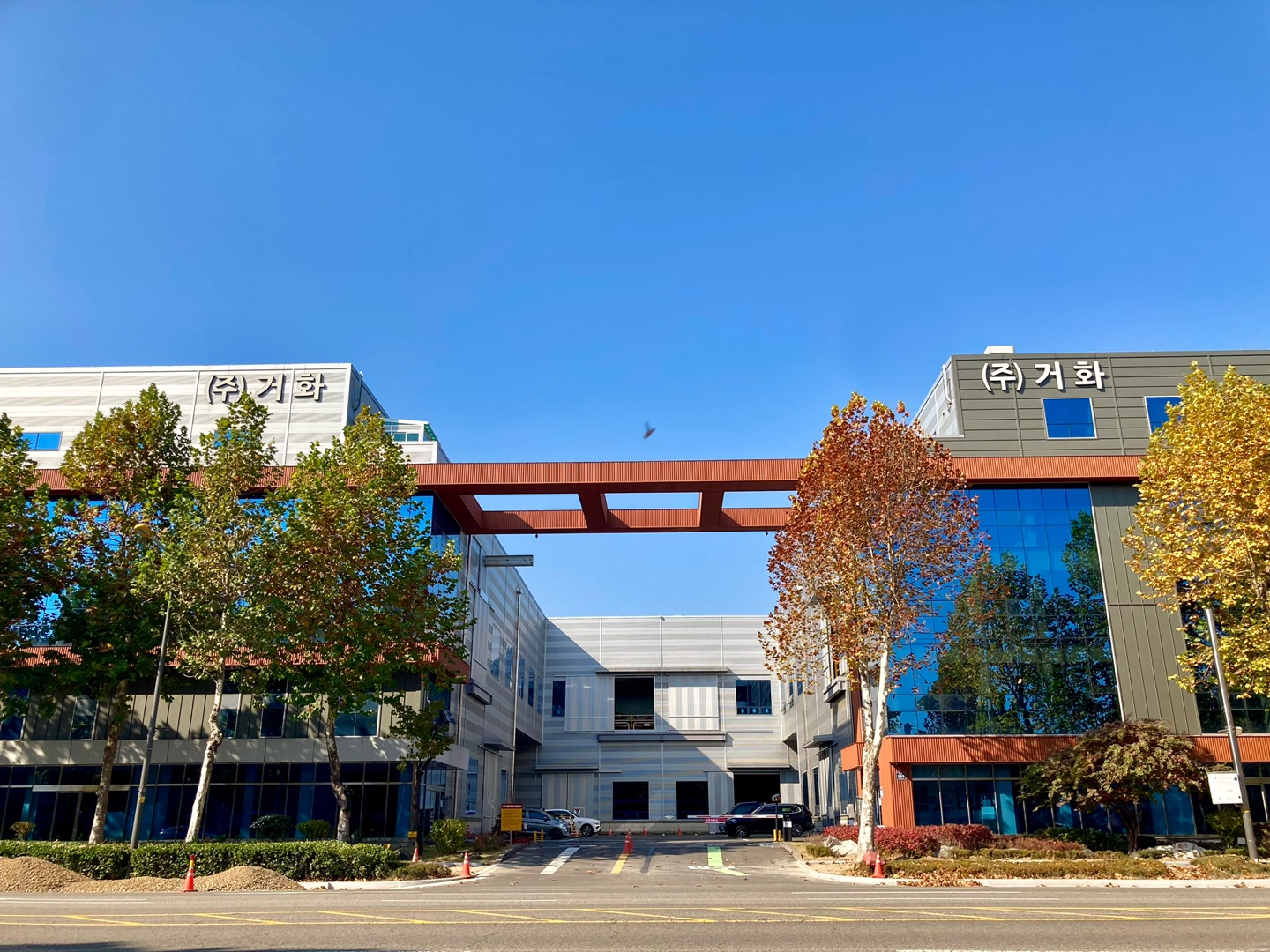
거화(남동대로 383)
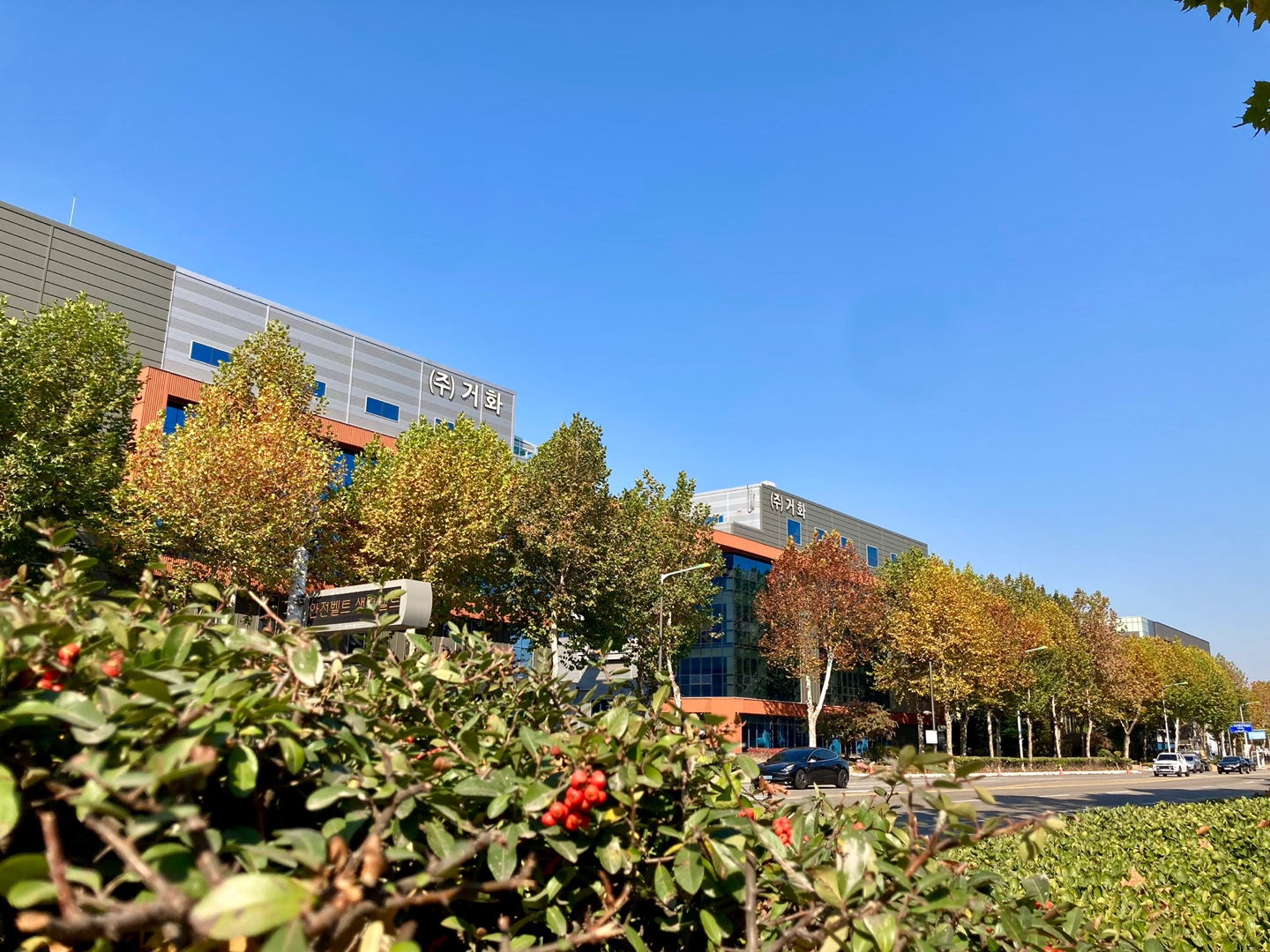
거화(남동대로 383)
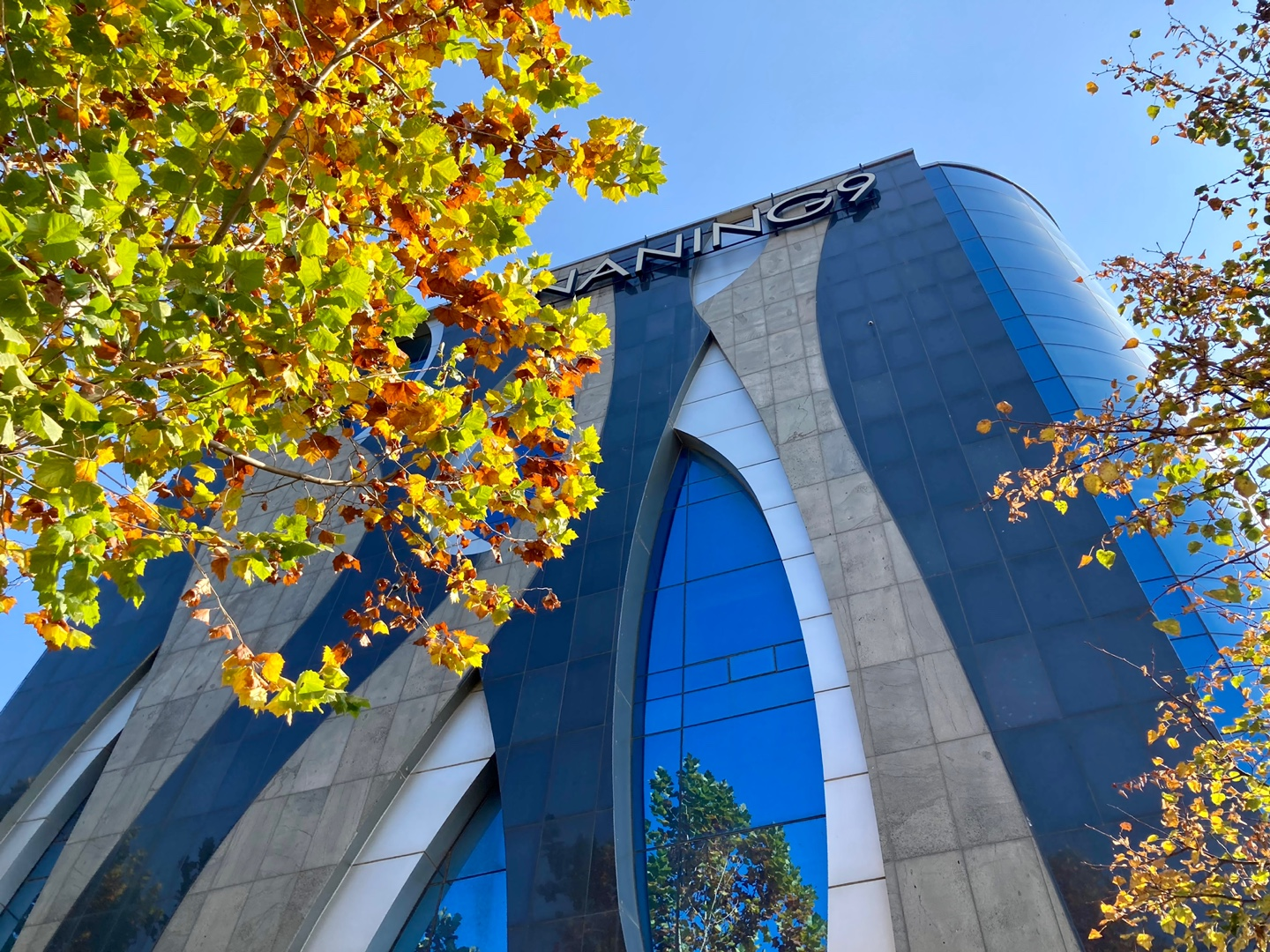
NANING9(남동대로 378)
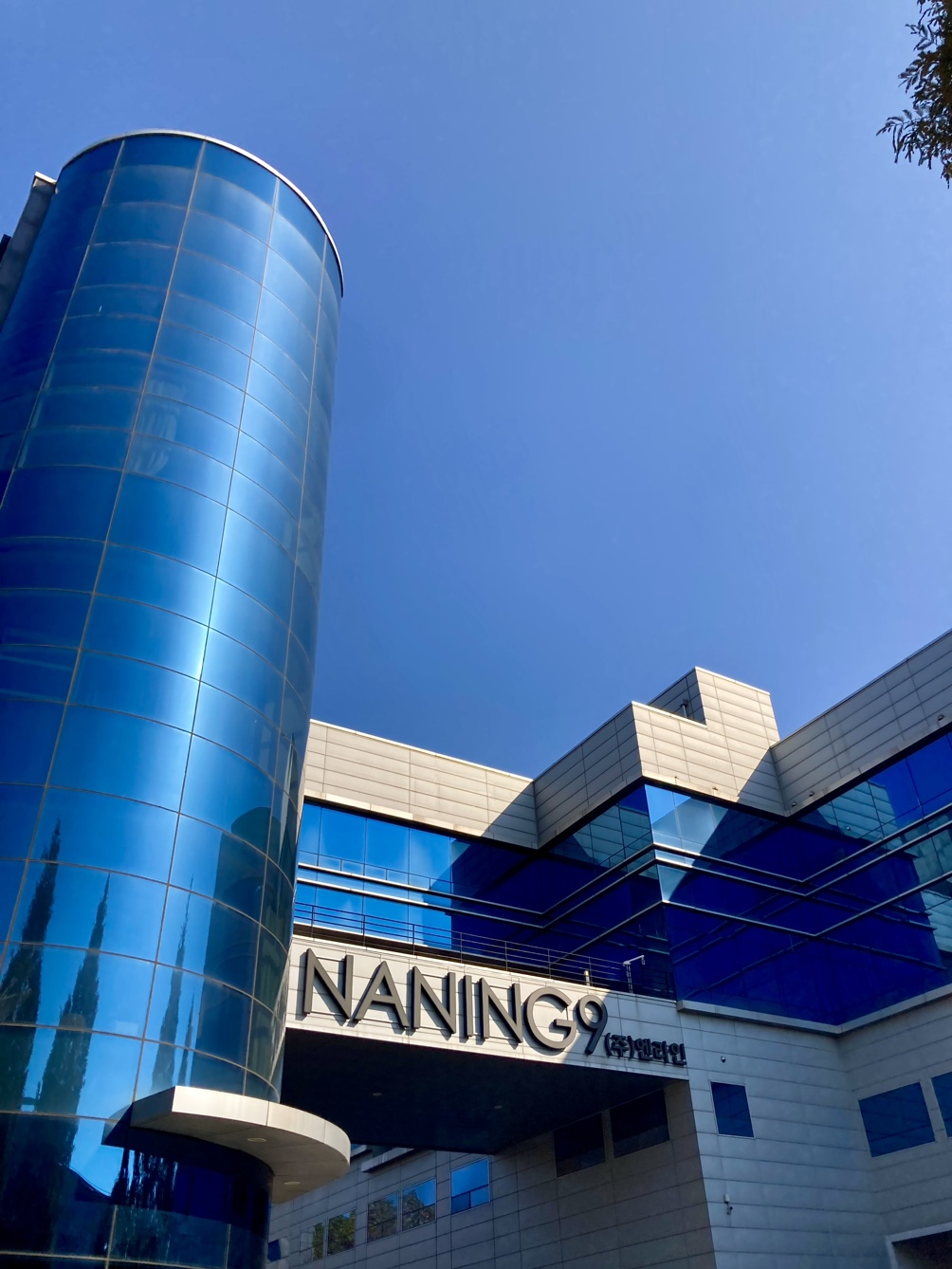
NANING9(남동대로 378)
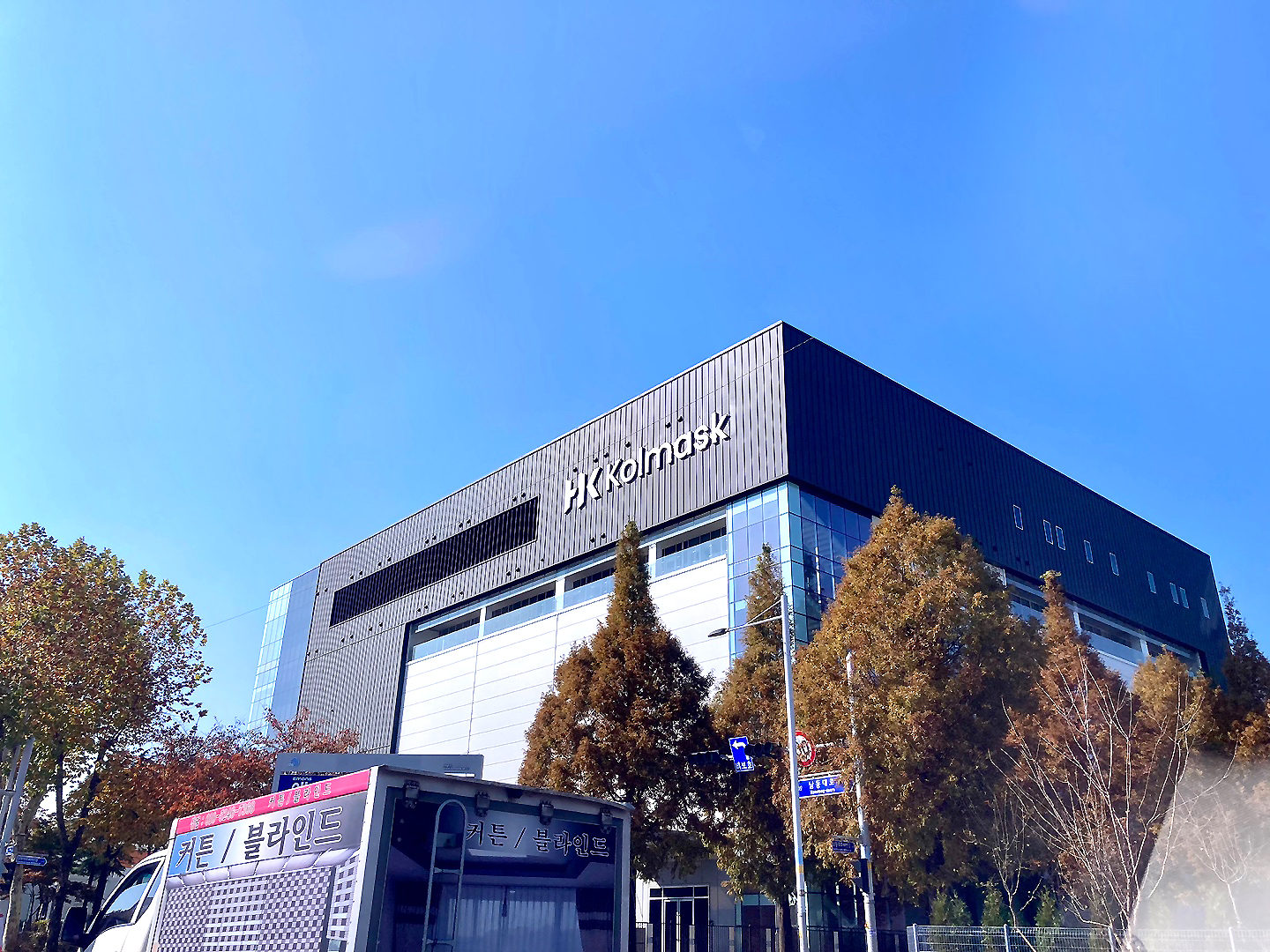
콜마스크 - Kolmask(남동대로 405)
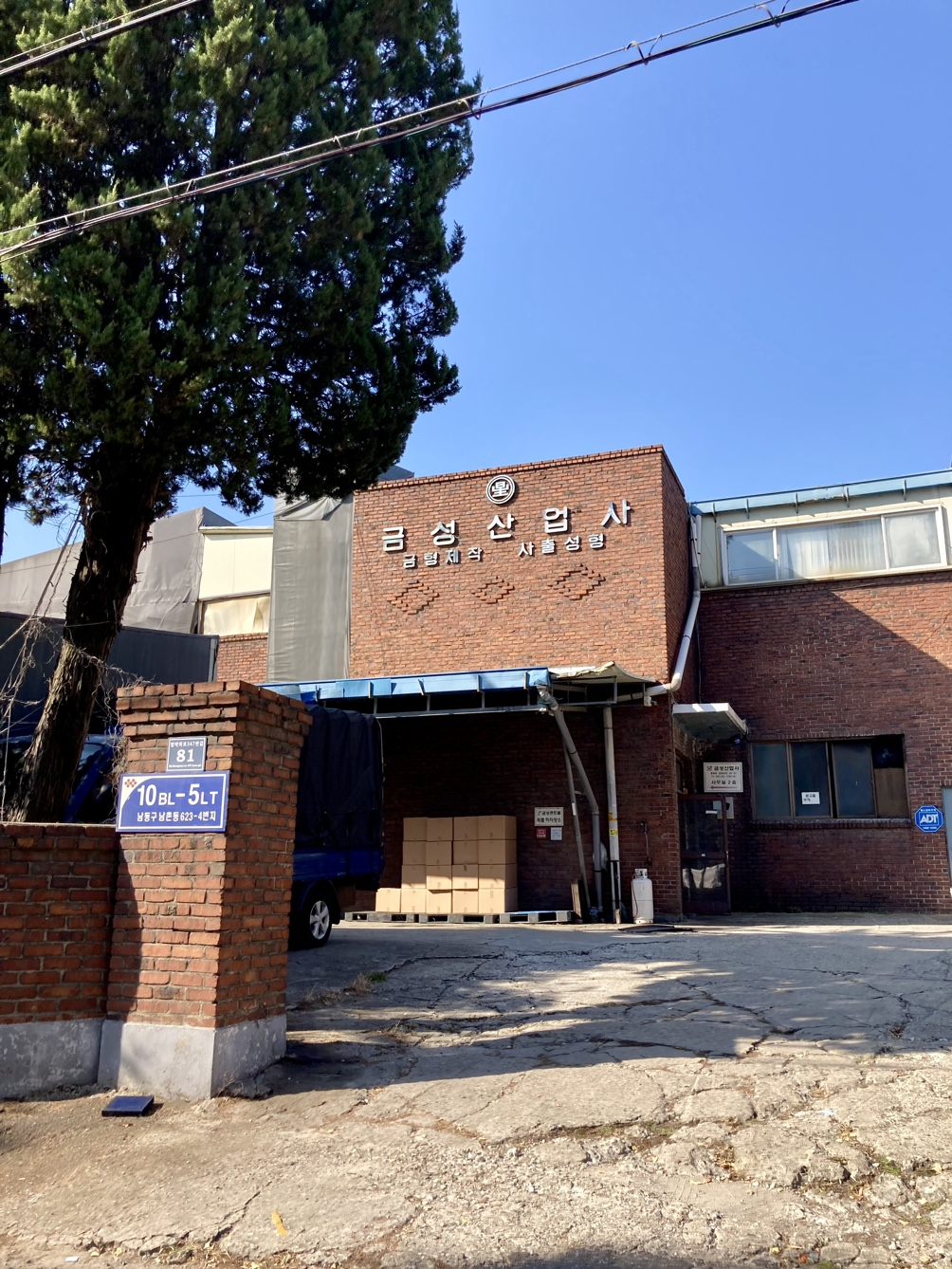
금성산업사(함박뫼로347번길 81)
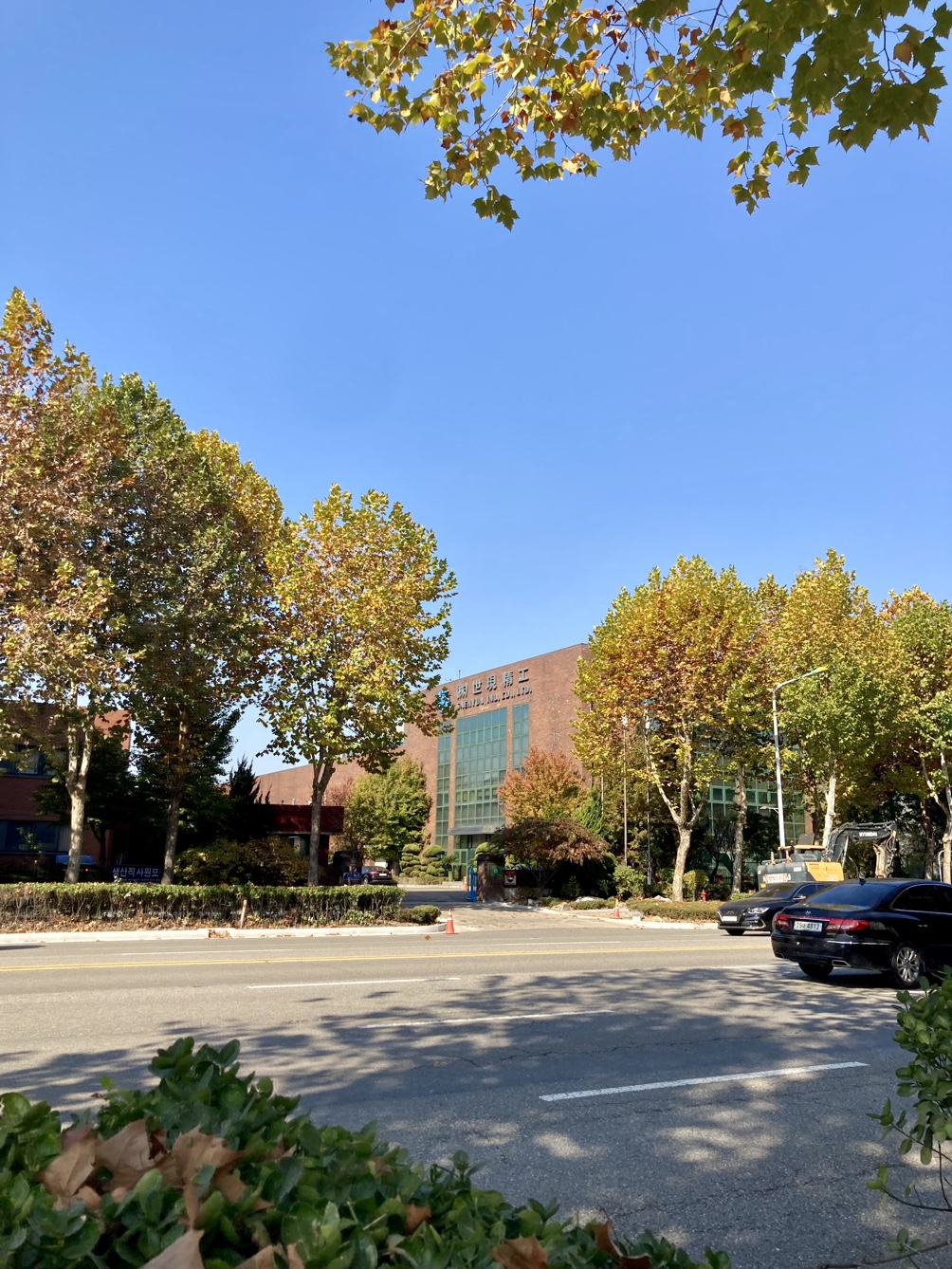
세현정공(남동대로 391)
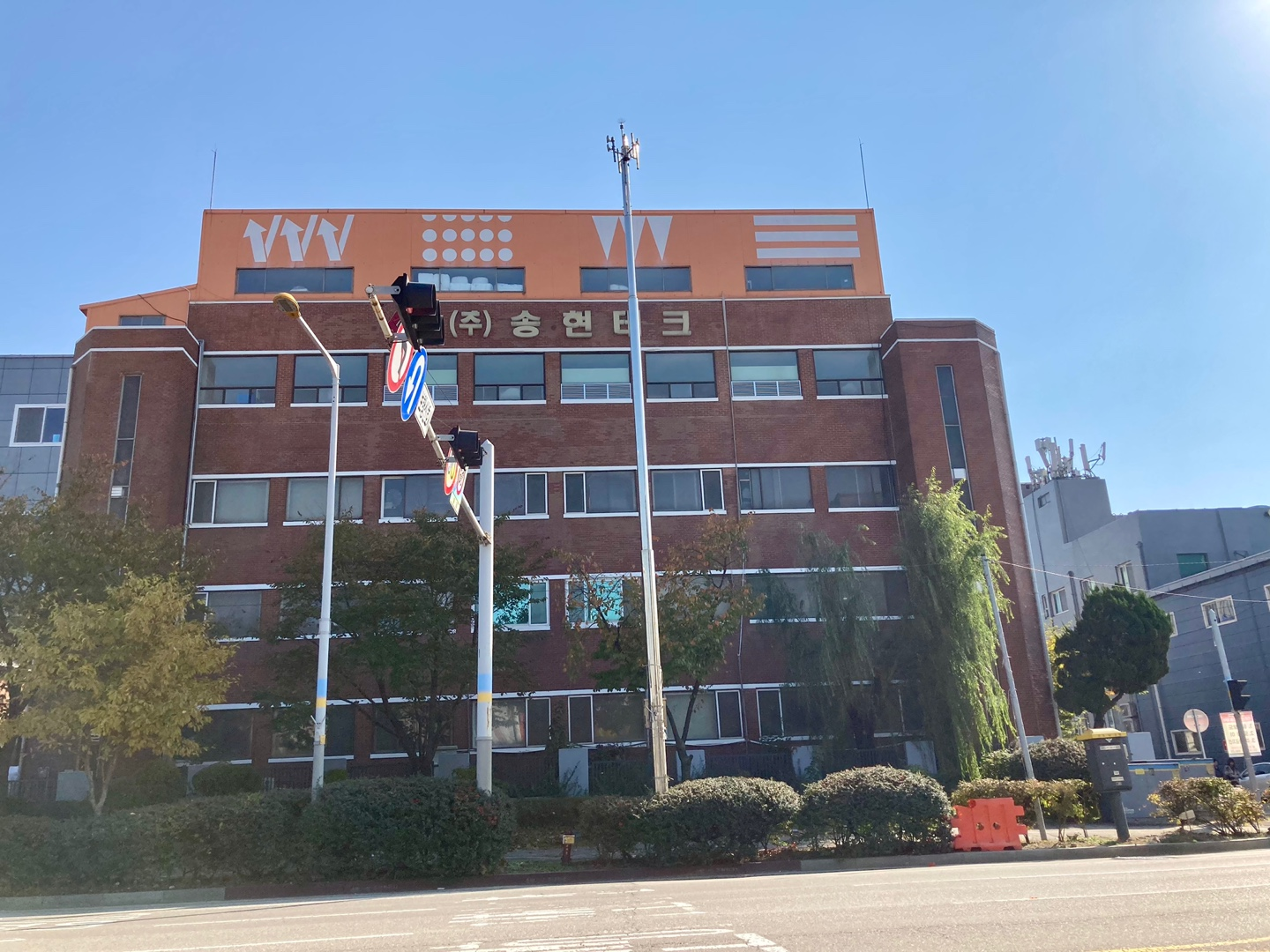
송현테크(남동대로410번길 7)
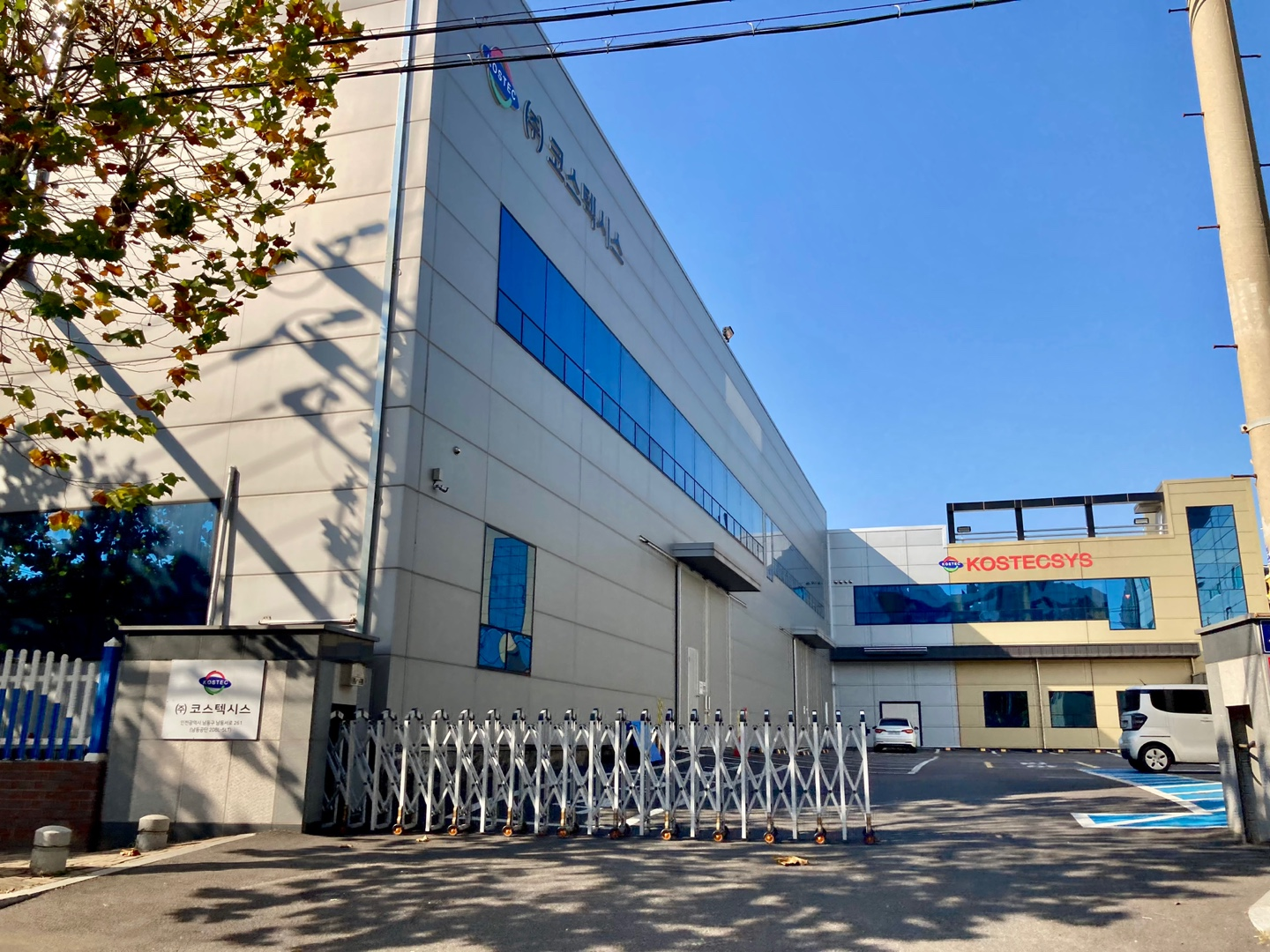
코스텍시스(남동서로 261)
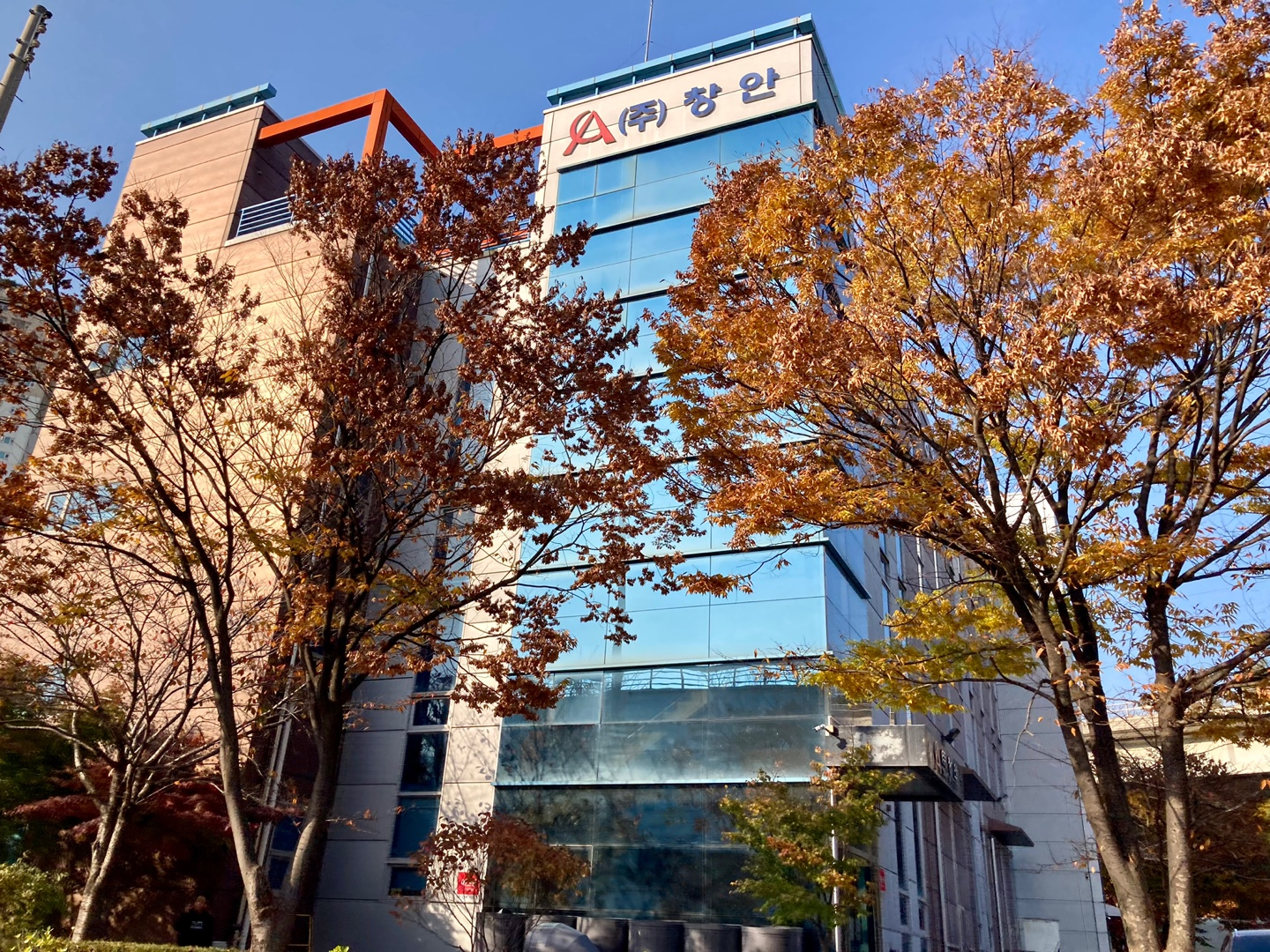
창안(논현로46번길 39-60)
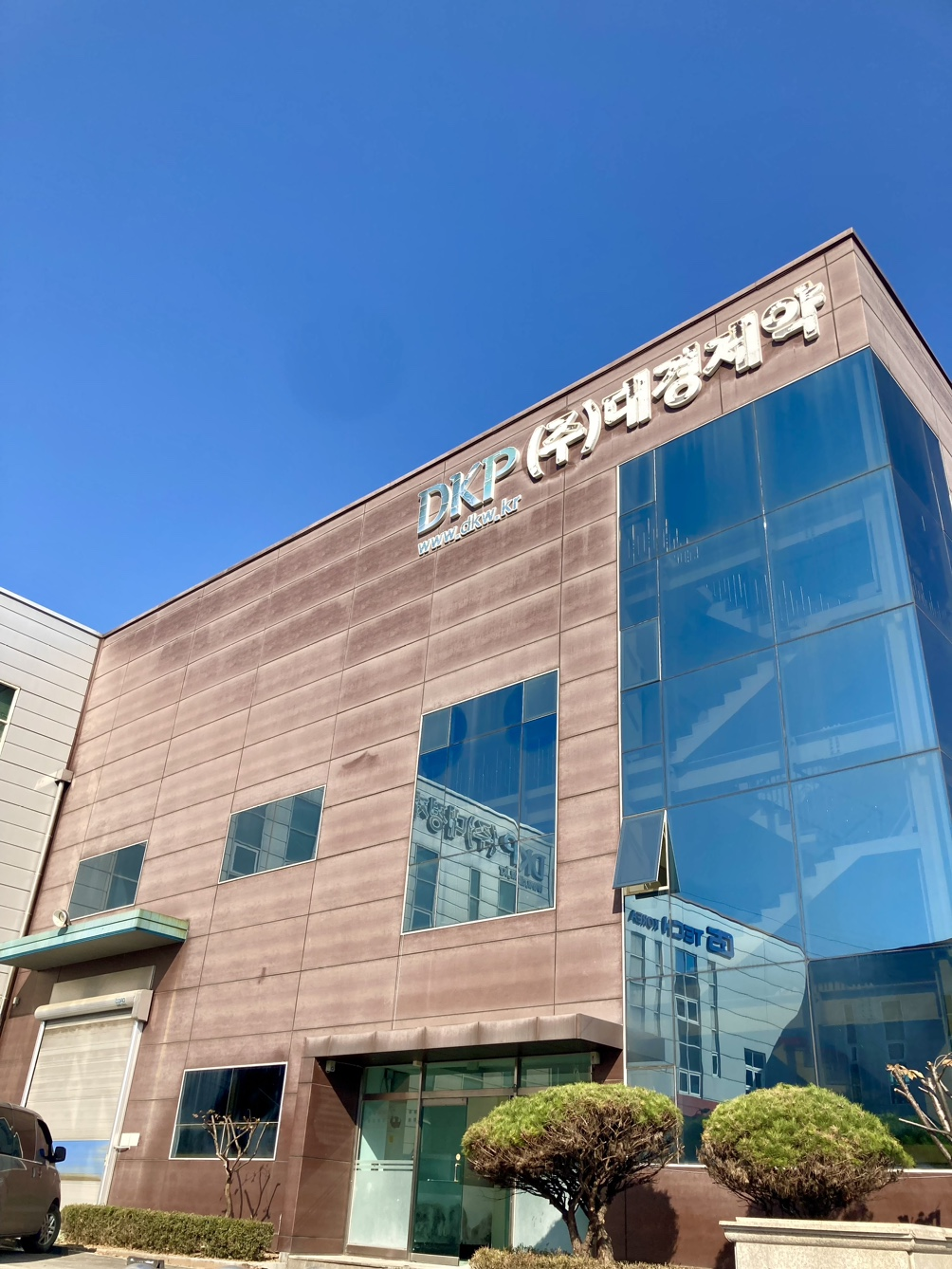
DKP대경제약(함박뫼로377번길 115)
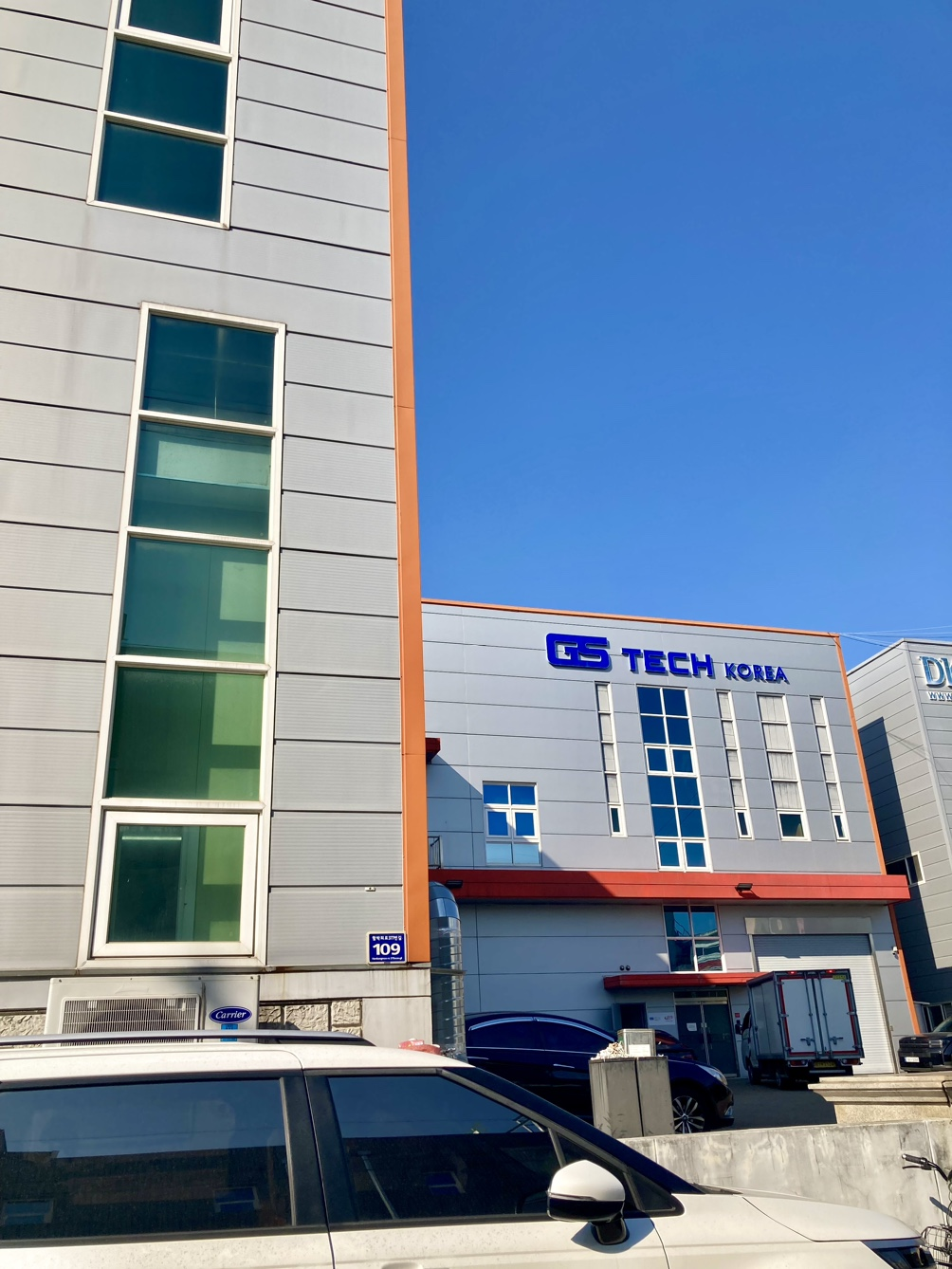
지에스테크코리아(GS TECH KOREA, 함박뫼로377번길 109)
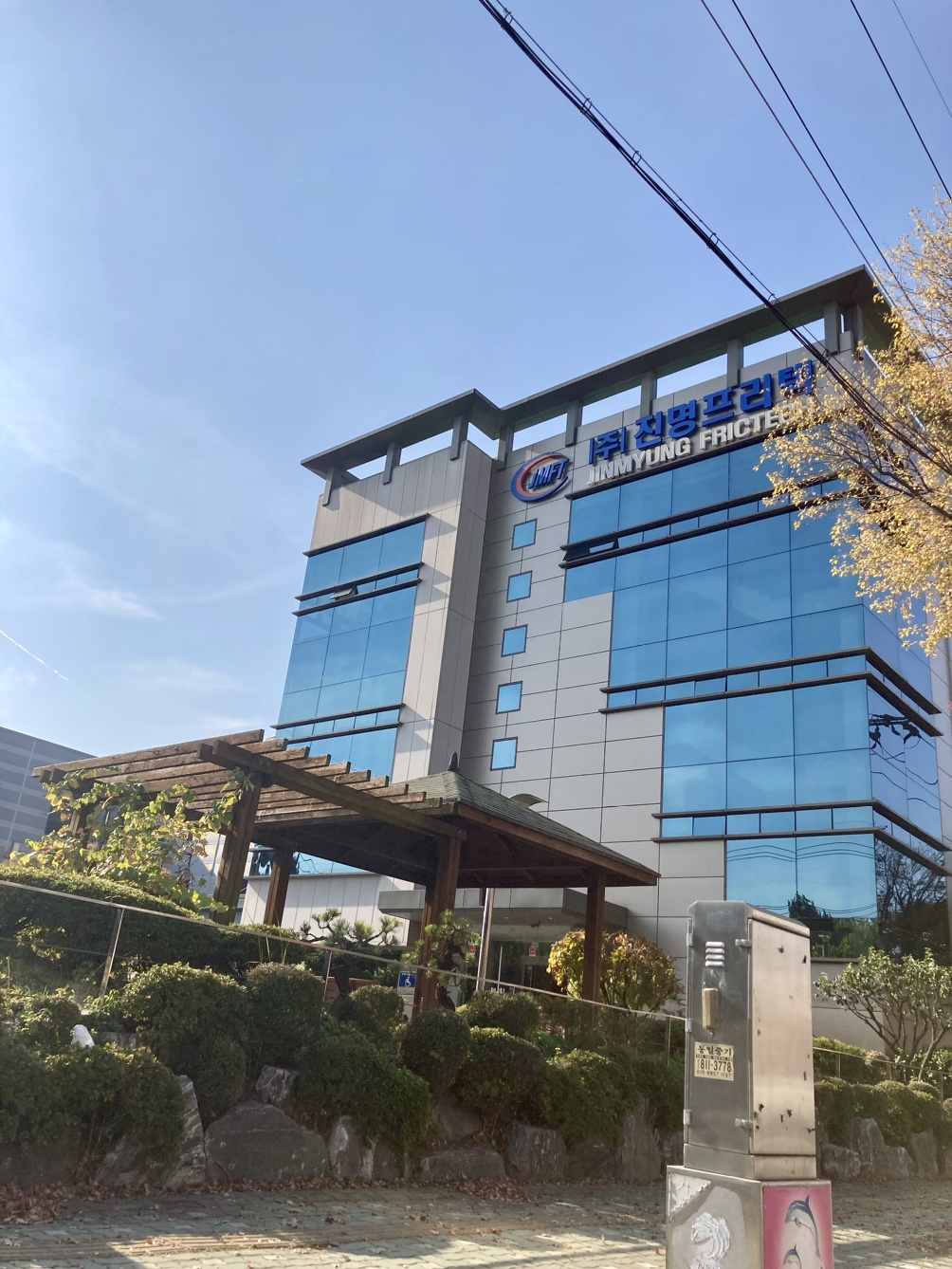
진명프리텍(남동동로 259)
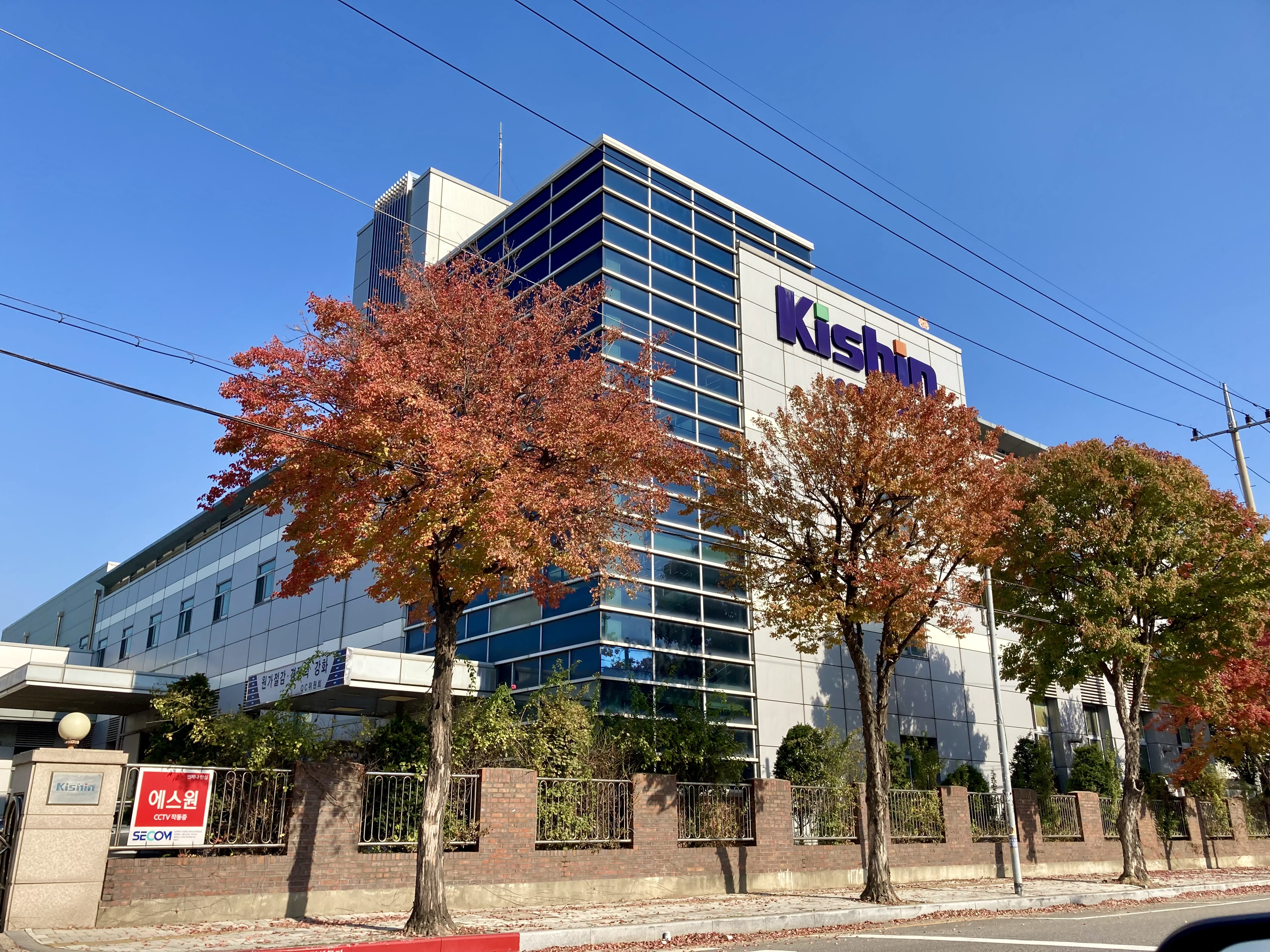
기신정기(은봉로 111)
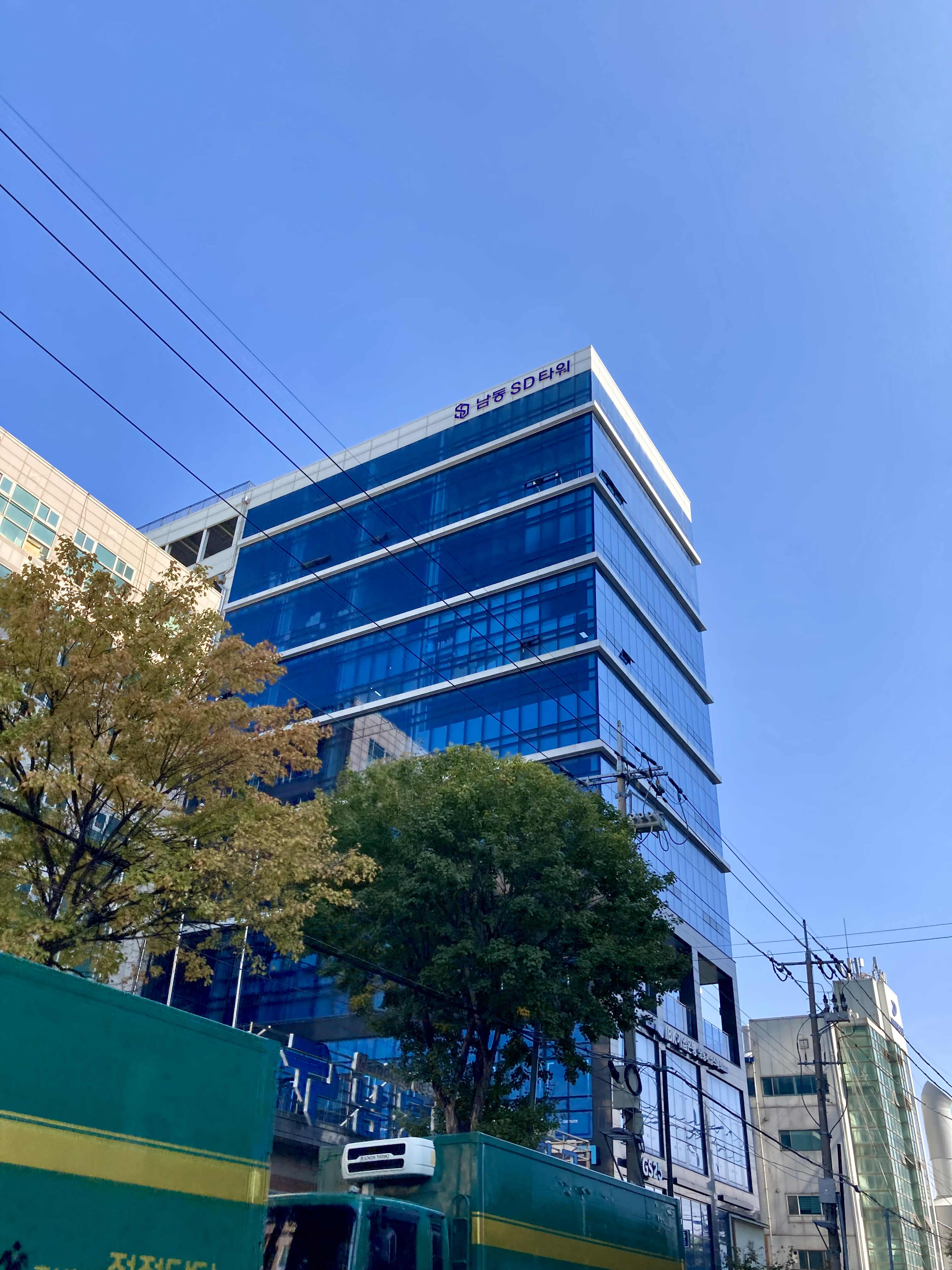
SD타워지식산업센터(은봉로 55)
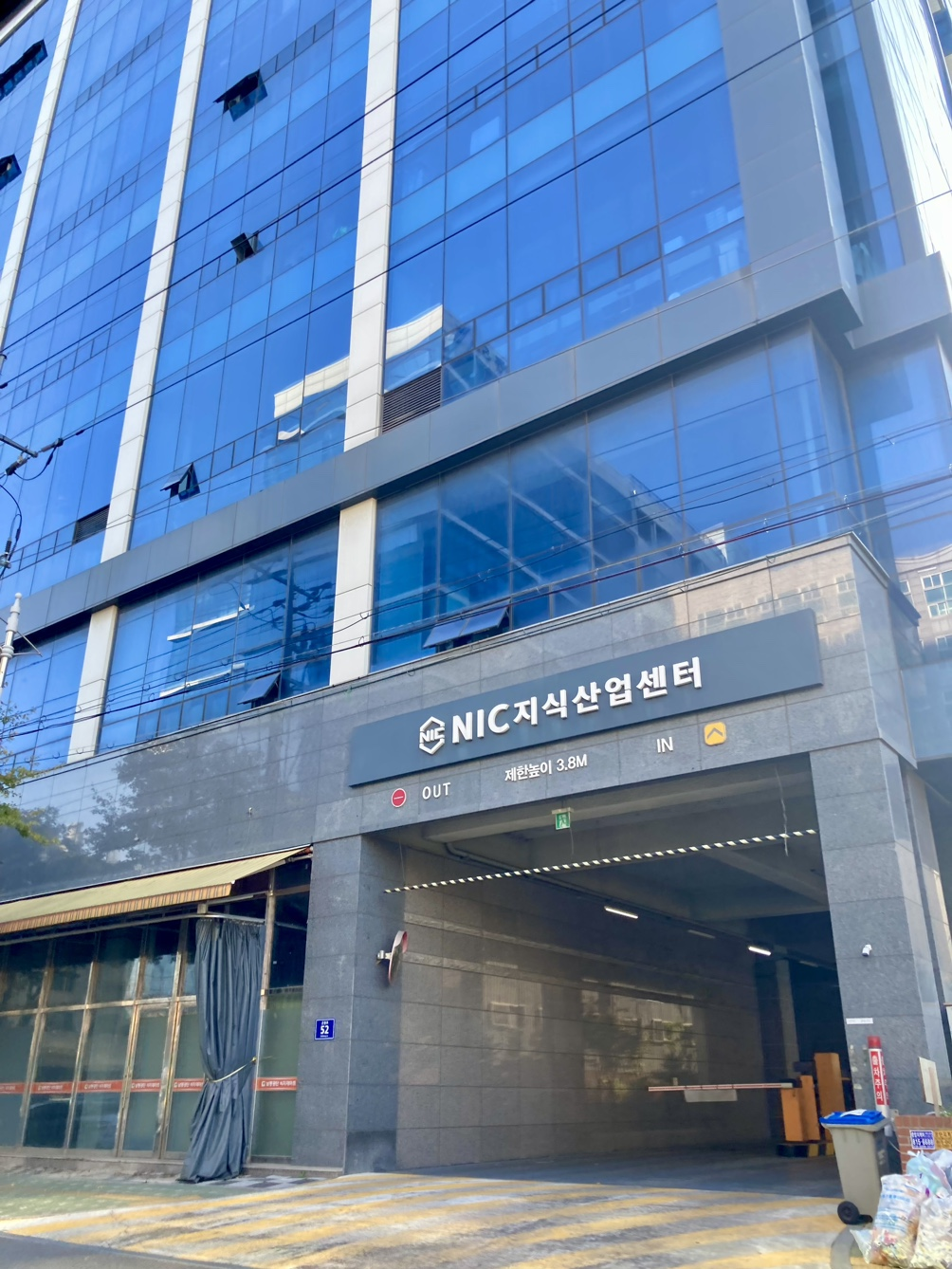
NIC지식산업센터(은봉로 52)
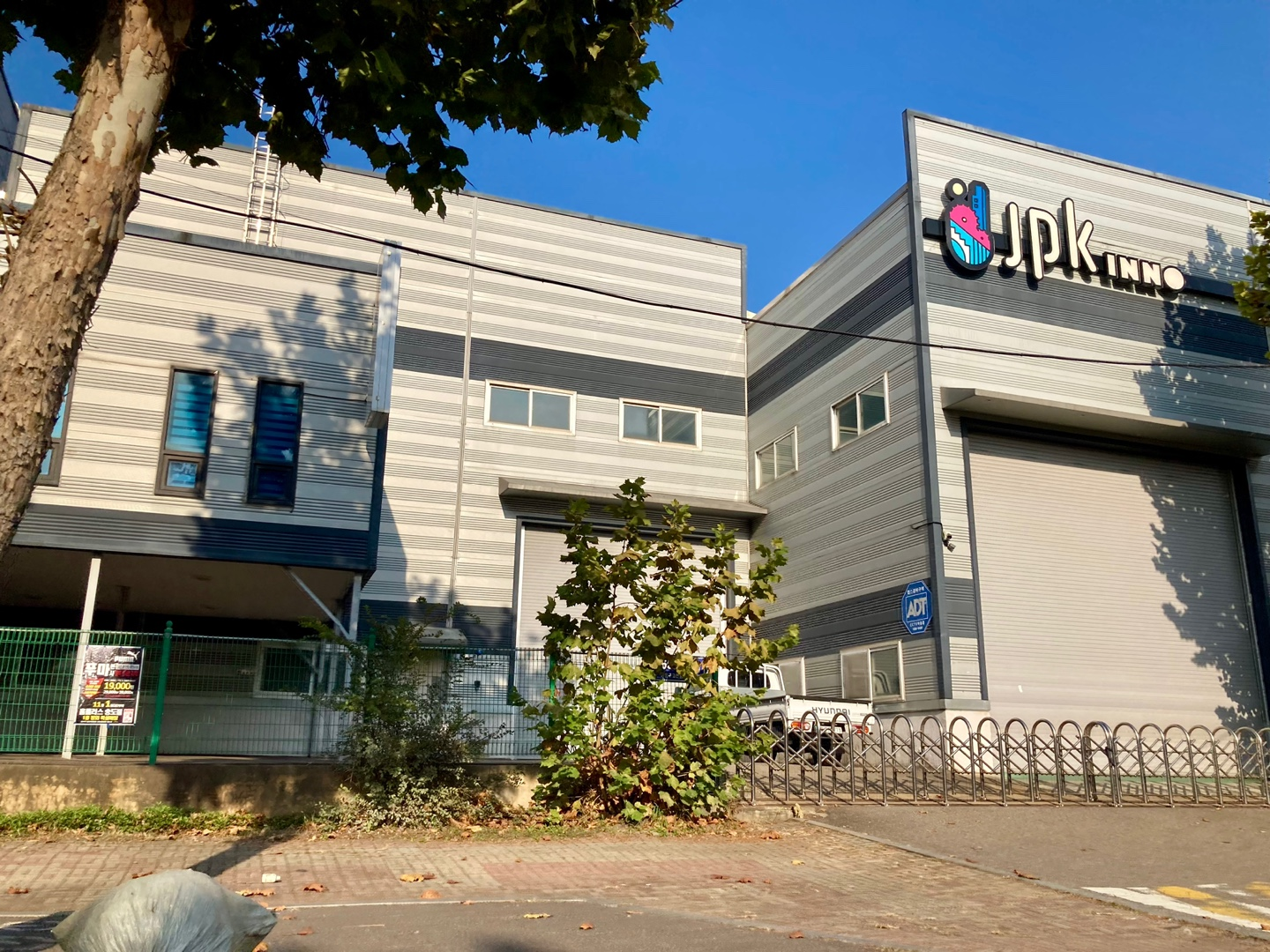
제이피케이이노(청능대로 267)
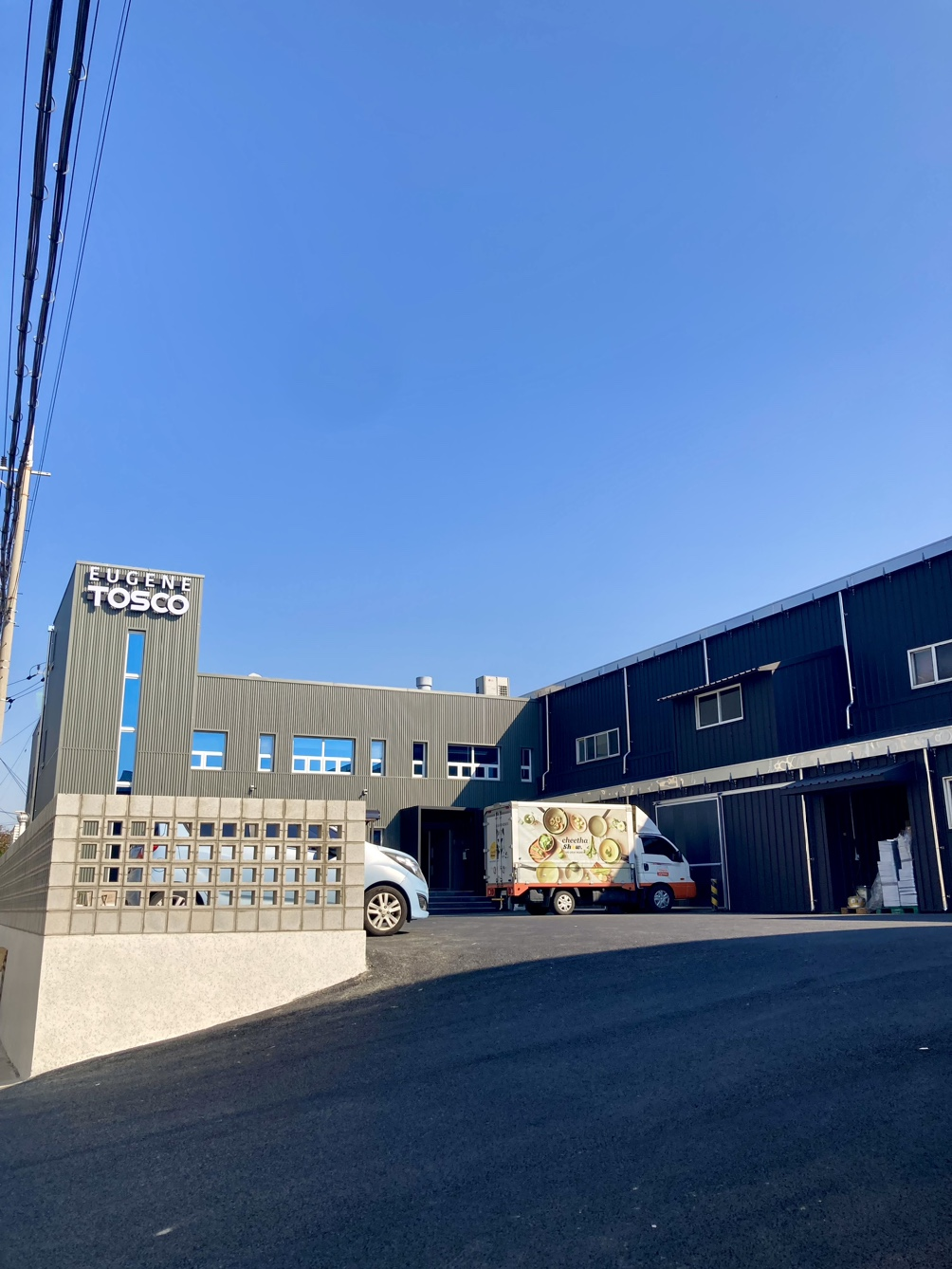
유진토스코(함박뫼로377번길 102)
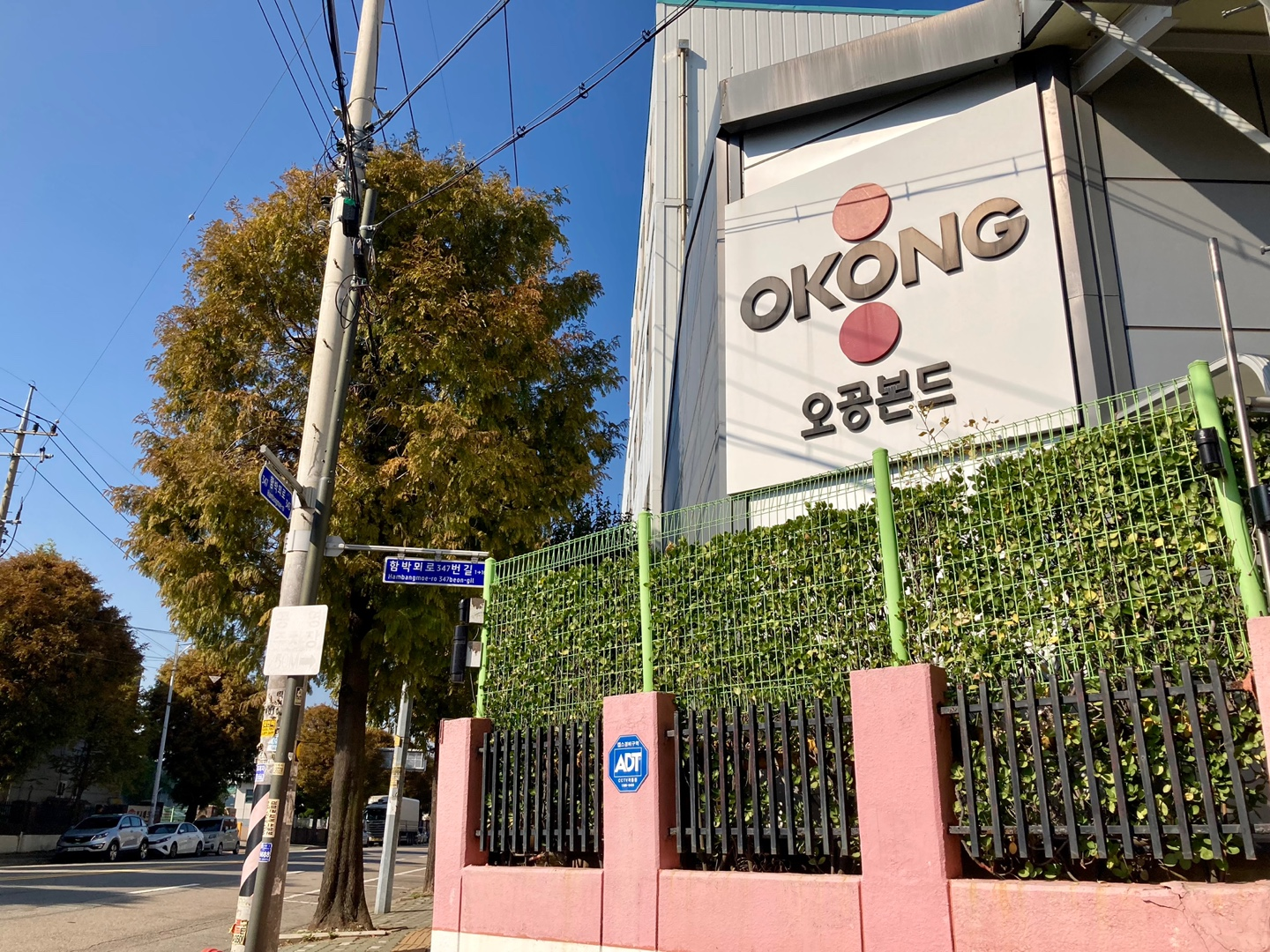
오공본드(함박뫼로 341)
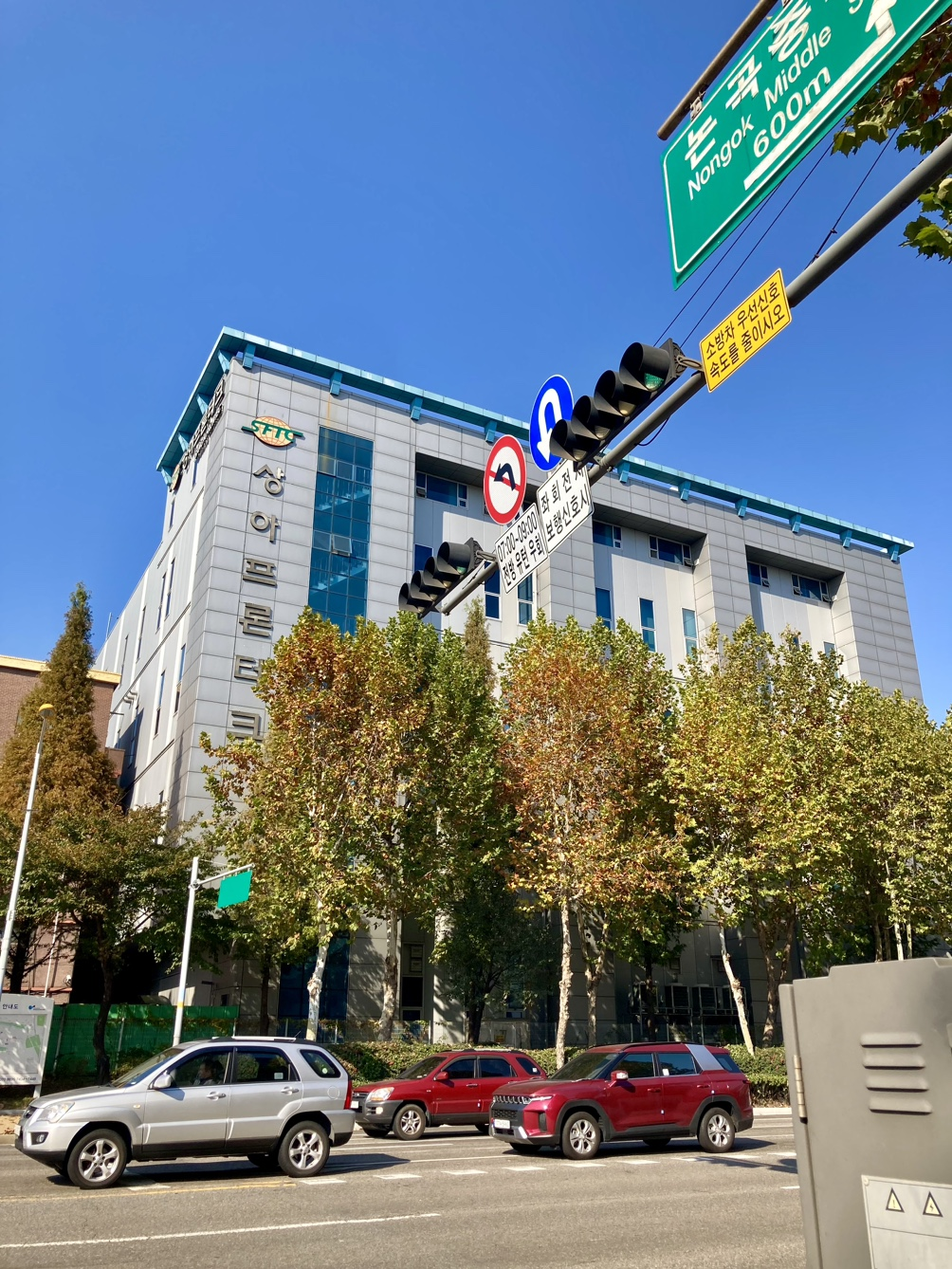
상아프론테크(남동대로369번길 18)
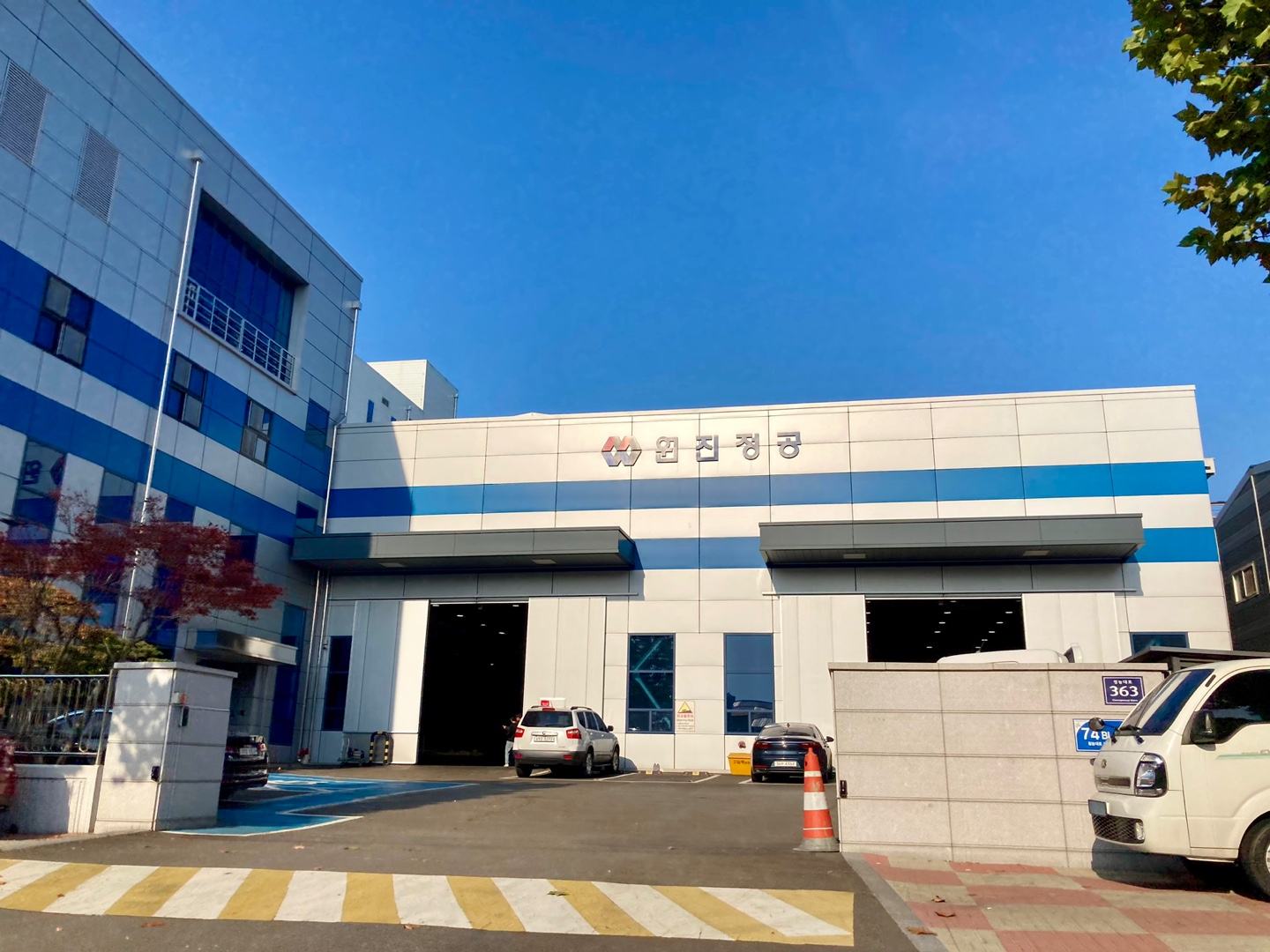
원진정공(청능대로 363)
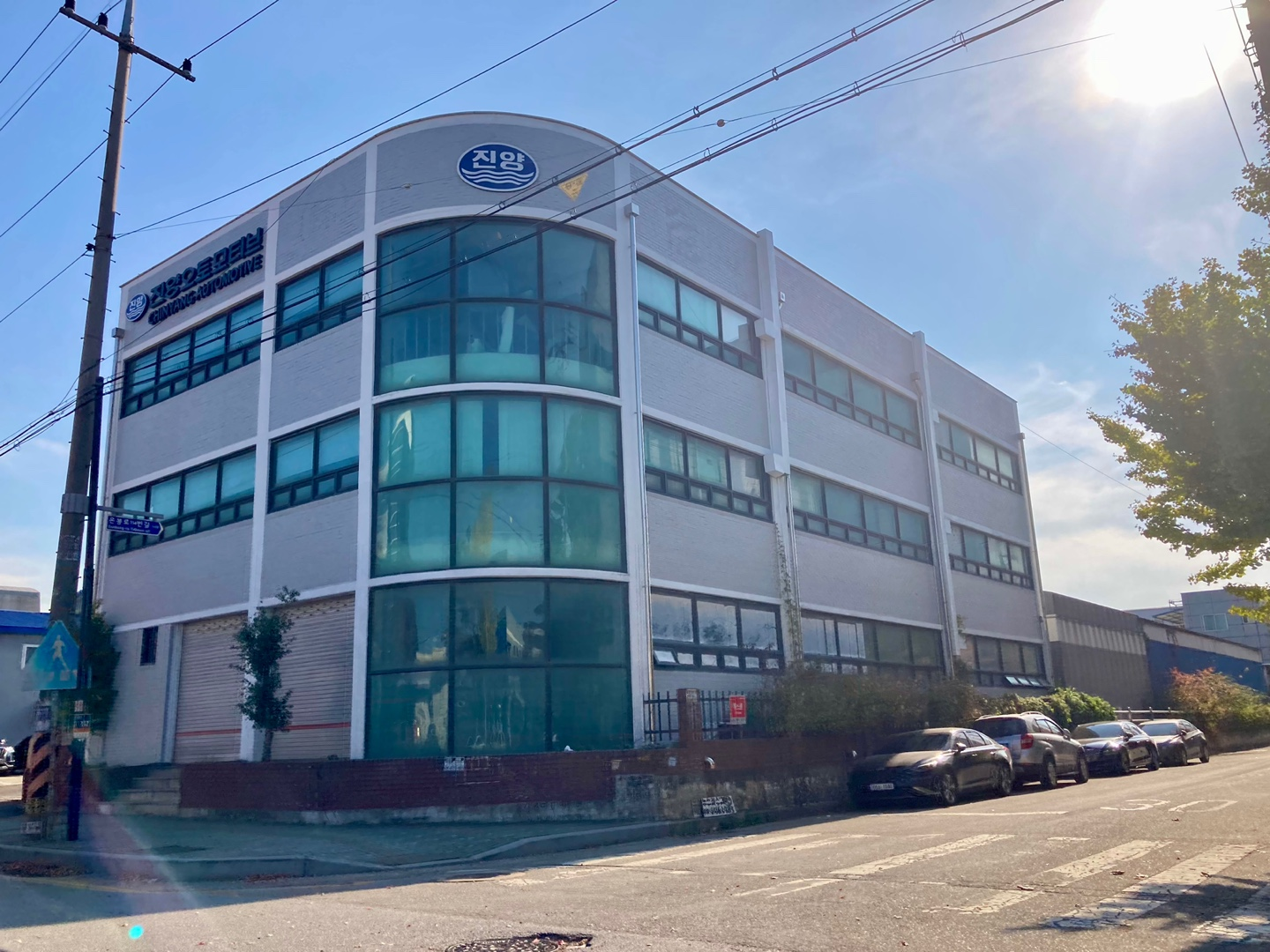
진양오토모티브(은봉로 116)

## 연혁
- 1980. 7. 국보위 상임위원회에서 조성계획 확정
- 1985. 4. 남동단지 1단계 공사착공
- 1989. 12. 남동단지 1단계 조성사업 준공
- 1992. 6. 남동단지 2단계 조성사업 준공
- 1996. 11. 관리기본계획 개정고시
- 1997. 2.3단계 개발사업 준공
- 2010. 11. 산업단지 구조고도화계획 승인
- 2018. 4. 관리기본계획 개정고시(산업통상자원부 고시 제2018-77호)
- 2018. 12. 관리기본계획 개정고시(산업통상자원부 고시 제2018-223호)
- 2020. 5. 관리기본계획 개정고시(산업통상자원부 고시 제2020-63호)
- 2021. 4. 관리기본계획 개정고시(산업통상자원부 고시 제2021-80호

## 시설면적
| 총면적            | 산업시설구역       | 지원시설구역    | 공공시설구역       | 녹지구역        | 복합구역      |
| 9,574,050.0 (100) | 5,882,448.4 (61.4) | 301,405.3 (3.1) | 2,992,944.0 (31.2) | 392,885.0 (4.1) | 4,367.3 (0.1) |

인천광역시 산업시설구역 현황 2024년 1월 기준, 인천광역시와 한국산업단지공단 인천본부(남동대로 217)가 관계기관으로 있으며 남동국가산업단지 기관으로 있으며 산업통상자원부가 직접 챙기는 국가산업단지다.